# 過去に存在した関東地区のダイエーの店舗
過去に存在した関東地区のダイエーの店舗（かこにそんざいしたかんとうちくのダイエーのてんぽ）は、株式会社ダイエーおよび子会社の関東地区における閉鎖店舗を掲載している。
かつてフランチャイズ提携によりダイエーの店舗として営業していた店舗で、フランチャイズ中の閉店、フランチャイズ契約解除による離脱の店舗については過去に存在したダイエーのフランチャイズ店舗を参照。
現行店舗については、ダイエー店舗情報を参照。
- 無印はダイエー。それ以外は基本的にブランド名を記述。
- 店舗名の後ろについている×は現在建物が解体された店舗。
- （）内の旧:○○は、運営していた会社の変遷。ただし、閉店直後の運営会社については下記に記述する。
- SC名称は届出が出ていた店舗のみ可能な限り記述する。

## 茨城県
- 水戸店×[1]（1973年（昭和48年）11月9日[2][3] - 2005年（平成17年）10月31日[4]） [5]） 水戸市南町2-4-52[6][7] SC名称:（旧:水戸ショッパーズプラザ）
敷地面積4,676m2[8]、地上10階地下1階建て[8]、延べ床面積19,287m2[8]、店舗面積約10,135m2[6]。
ダイエーにとって100号店であった[6]。
2006年（平成18年）2月に店舗跡の入札がされて水戸市の不動産会社が第一優先権を獲得したがパチンコ店やレジャー、生鮮食料品のテナントの入る計画が問題となり辞退し[9]、10月12日に東京都の不動産会社が設立した特別目的会社「フォレストハウス」に売却され[8]、2007年（平成19年）10月19日に改装されて「MIMO」が開業し[10][11]、カスミなどが入居していたが[12]、2013年（平成25年）4月21日にカスミも閉店した[13]。
店舗跡は転売されてタカラレーベンが取得し、2014年（平成26年）2月に解体工事を始め、分譲マンションが建設されることになった[1]。
- 十字屋水戸店（1952年（昭和27年）5月[14] - 1978年（昭和53年）4月[15]） 水戸市南町3-3-33[16]
店舗面積2,233m2[16]。
伊勢甚百貨店（後のボンベルタ）や京成志満津百貨店（現在の京成百貨店）、東光ストア（現在の東急ストア）水戸店などと共に水戸の泉町から南町に広がる商店街の一角を占め、婦人実用衣料の専門店として親しまれた[15]。
- 十字屋日立店（1961年（昭和36年）11月[17] - ?） 日立市鹿島町1-9-2[16]
店舗面積2,636m2[17]。
- 筑波学園店（1985年（昭和60年）4月29日[18] - 2002年（平成14年）5月31日） つくば市竹園1-9-2[19] SC名称:筑波ショッピングセンタービル
直営店舗面積約7,633m2[20]。
秋谷建物有限会社が所有する建物に出店[21]。
店舗跡は広沢土地倉庫が買収し[22]、2005年（平成17年）3月25日にデイズタウンつくばが開業した[23]。
- セイフー竹園店（旧：丸登、1974年（昭和49年）11月29日[18] - ?） つくば市竹園3-18-2[24]
竹園ショッピングセンターは、筑波都市整備が所有し[24]、店舗面積1,149m2[24]、延べ床面積約3,572m2[24]。
竹園ショッピングセンターには2006年（平成18年）5月26日にヤマウチ竹園店が開店[25]。
- セイフー松代店（旧：丸登、1980年（昭和55年）4月18日[18] - 2005年（平成17年）8月30日）つくば市松代4-19-1[24]（旧・筑波郡谷田部町千代木字大塚191[26]）
延べ床面積約1,496m2[24]、店舗面積1,184m2[24]（マルト店舗面積約730m2[26]）。
松代ショッピングセンターは、筑波都市整備が所有し、ヤマウチ松代店入居[24]。
- セイフー豊里店（旧：丸登、1981年（昭和56年）5月17日 - ?）[要出典]筑波郡豊里町上郷1669[26]（現・つくば市上郷1669）
マルト店舗面積約422m2[26]
→シティーマーケット うおまつ 上郷店

## 栃木県
- （初代）十字屋宇都宮店（1950年（昭和25年）2月4日開店[27]） 宇都宮市曲師町3154[27]
  - 衣料品販売[28]。
  - 売り場面積約792m2[27]
- （初代）十字屋宇都宮店支店 宇都宮市千手町186[29]
  - 食料品販売[28]。
  - 売り場面積223m2[29]
- （2代目）十字屋宇都宮店×（1968年（昭和43年）[30] - 1996年（平成8年）閉店[31]） 
宇都宮市池上町4-12[32]
延べ床面積6,803m2[33]。
1971年（昭和46年）12月26日に4階の階段踊り場から出火し、4階と5階の売り場にも延焼したが、スプリンクラーが作動して延焼が食い止められた[34]。
閉店後、解体されて2006年5月に時間貸し駐車場となった[35]。
- 小山ゆうえんち店 → Dマート小山店（1979年（昭和54年）4月13日[36][37] - 1998年（平成10年）2月11日） 小山市喜沢1475[37] SC名称:小山ゆうえんちショッピングセンタービル
敷地面積約200,000m2[37]、鉄骨鉄筋コンクリート造地上2階建て塔屋1階[37]、延べ床面積約29,058m2[37]、店舗面積約13,363m2[37]（直営店舗面積約9,725m2[37]）、駐車台数約2,000台[37]。
1988年（昭和63年）9月10日にDマート小山店に業態転換した[38]。
同跡地と小山ゆうえんち跡地には、ヨークベニマル小山ゆうえんち店を核店舗とするおやまゆうえんハーヴェストウォークが2007年（平成19年）3月30日に開業した[39]。
- ハイパーマート石橋店 → ディー・ハイパーマート石橋店[広報 2]（1995年（平成7年）11月25日[40] - 2002年（平成14年）5月31日） 下野市下古山北原3362-1
JR宇都宮線石橋駅と雀宮駅のほぼ中間の国道4号線沿いに出店した店舗で[41]、当時ダイエーが新業態として展開していた「ハイパーマート」の売場レイアウトや運営方法などを取り入れたものの、規模が「ハイパーマート」の標準規模の60%程度であったため当初は「ハイパーマート」とされなかった[40]が、直営から1999年（平成11年）8月1日に株式会社ダイエー・ハイパーマートに、さらに2000年（平成12年）9月1日に株式会社ディー・ハイパーマートに移管される[広報 2]など後の扱いは「ハイパーマート」とされた。
店舗跡は居抜き物件として改装して2002年（平成14年）10月11日にヨークベニマル石橋店を核としたヨークタウン石橋として開店した[42]。併設のDMガスステーション[広報 3]は存続。[要出典]

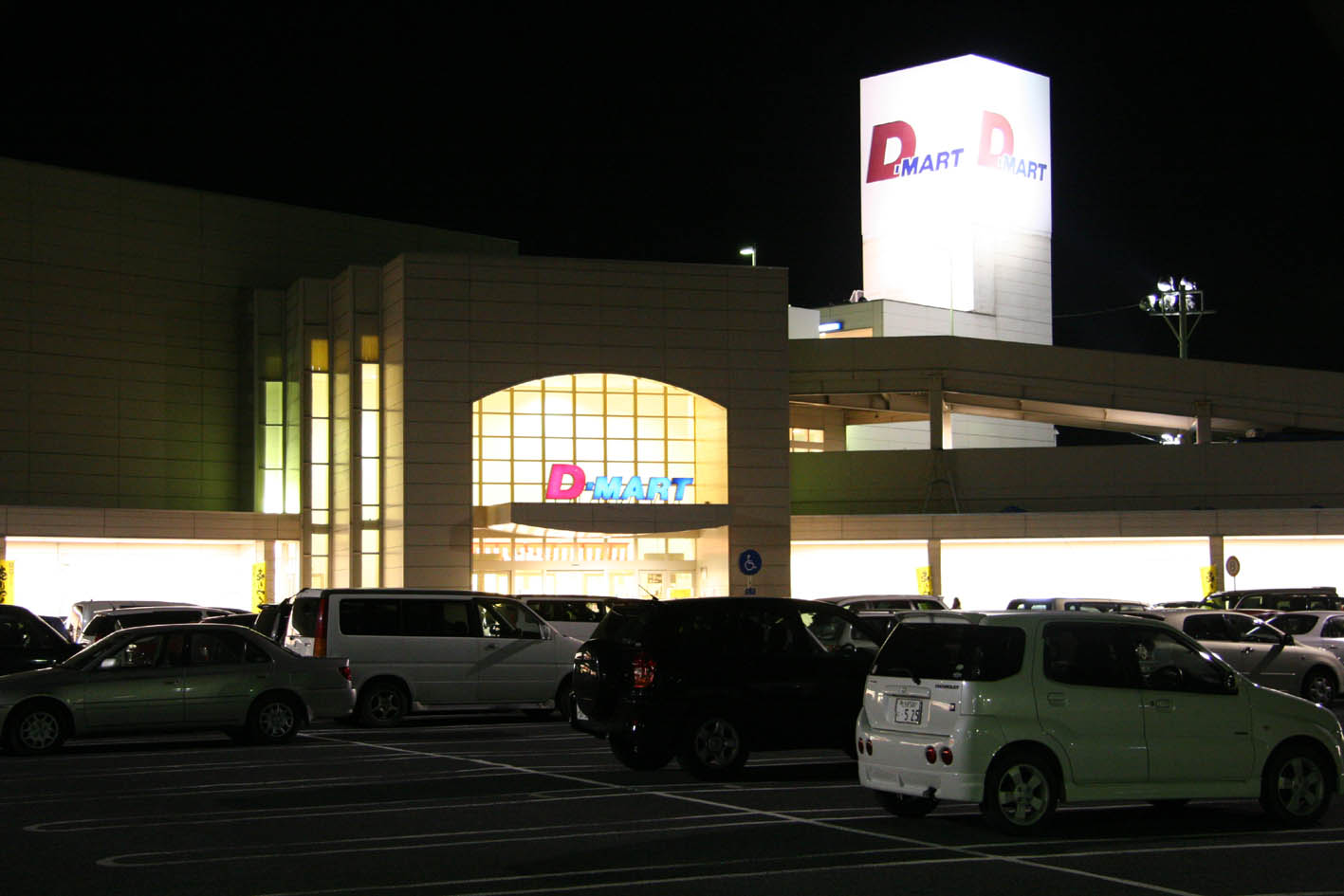
Dマート足利店（2005年（平成17年）11月30日閉店）

- Dマート足利店（2005年（平成17年）11月30日閉店）Dマート足利店（1998年（平成10年）3月27日[43] - 2005年（平成17年）11月30日[44]） 足利市朝倉町2-21-16[45]
鉄骨造地上2階建[45]、店舗面積15,000m2[45]。
1フロアの食品館と2層の生活館の2棟をフードコートで接続したウイング型の店舗で、他に別棟でカー用品専門店も出店していた[43]。
2006年（平成18年）6月9日にヨークベニマルを核店舗に専門店街と一体化しヨークタウン足利として開店した[46]。

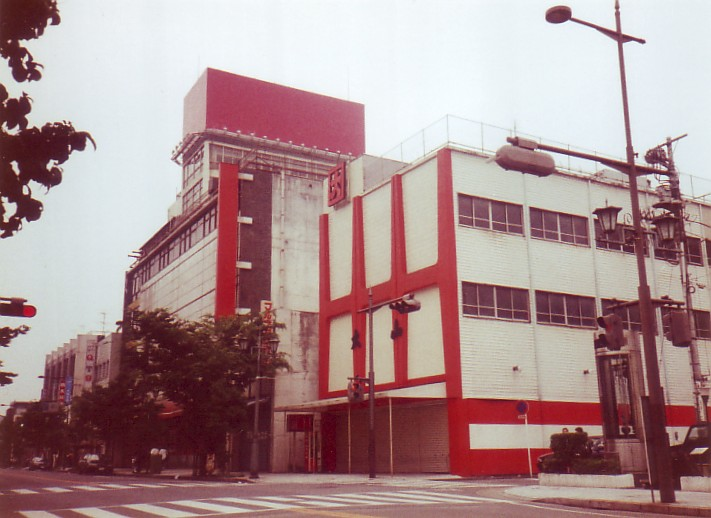
十字屋足利店（現在は解体済み）

- 十字屋足利店（現在は解体済み）十字屋足利店×（旧:さくら屋、1967年（昭和42年）11月27日開店[47] - 1969年（昭和44年）12月買収[47] - 1993年（平成5年）12月末日閉店[48]） 足利市通3-2600[49]
店舗面積5,686m2[17]。
足利市の中心商店街の一角の通3丁目にあった[50]鉄筋コンクリート造り地上7階建ての店舗[47]。
両毛地方初の百貨店法による認可を受けた店舗で当時同地区最大の百貨店として商店街の中核をなしていた地場資本の百貨店さくら屋の営業権を従業員なども含めて買収し、建物はさくら屋側から賃借する形で出店した[47]。
閉店後建物は解体され[50]、跡地を利用して足利まちづくりがパサージュ形式のイベント店舗スペースとイベントスペース（足利ドーム）を設置したビューティフル アシカガ・スクエアが2000年（平成12年）11月から2001年（平成13年）1月に開設されて足利商工会議所が中小企業庁の商店街活性化対策事業補助金を受けて各種イベントを行った[50]。
2003年（平成15年）5月にフレッセイ通町店が開店した[50]。
- 十字屋佐野店（1981年（昭和56年）3月21日[51] - ?） 佐野市高砂町2800-1[49]
敷地面積約2,479m2[51]、鉄筋コンクリート造地下1階・地上5階建て・塔屋1階[51]、延べ床面積約9,912m2[51]、売場面積約7,110m2[51]。
「旧こさの」跡に同社が建設した「こさのビル」に出店していた百貨店形式の店舗[52]。
店舗跡は1階と5階は医療法人聖生会のデイケア機能を備えた介護老人保健施設「和の里」、1階の一部に給食を行う日清医療食品、2階に指定居宅介護支援事業所「ゆうゆう」、2階から4階を介護対応型高齢者向けマンション「悠楓園」などが入居する福祉関連の複合ビルとして利用されている[53]。

## 群馬県
- 上毛シルクプラザ → 前橋店×（旧シルクプラザ、1979年（昭和54年）11月30日[54] - 1999年（平成11年）5月31日[55][56]） 前橋市六供町370[54][57]
敷地面積約17,525m2[54]、鉄骨鉄筋コンクリート造地上2階建て[54]、延べ床面積約15,715m2[54]、店舗面積約8,780m2[54]（直営店舗面積約7,259m2[54]） → 約10,736m2[55]、駐車台数約550台[54]。
前橋駅南口から徒歩15分ほどの[58]中心商業地から約2km離れた国道17号線沿いの繊維工場跡地に上毛シルクプラザとして開店した店舗であった[59]。
旧シルクプラザ六供店。直営店舗面積約10,736m2の店舗であった[56]。
上毛撚糸が本社所在地に建設し、ダイエーと建物所有者である同社の合弁である（株）上毛シルクプラザとフランチャイズ契約を締結して出店した[60]。
1995年（平成7年）に上毛シルクプラザから営業譲渡を受けて直営化してダイエー前橋店となったが、売上が最盛期の約半分に落ち込んだことから閉店となった[55]。
店舗跡には2000年（平成12年）11月23日にフレッセイが核店舗のショッピングセンター「前橋シルクプラザ」が開店した[61]。テナント不振などから「上毛シルクプラザ」自体も閉鎖。建物も解体された。跡地にはマンションが建っている。[独自研究?]
- 上毛シルクプラザ国領店 → ハーフアンドトップ前橋店[要出典]（1985年（昭和60年）11月28日開店[62] - 1998年（平成10年）7月31日） 前橋市国領町2-13[要出典]
国道17号線沿いの丸登製糸跡地に出店した[62]。

- 十字屋前橋店（1961年（昭和36年）10月20日開店[63] - ?） 前橋市榎町14[63]
売り場面積約1,431m2[63]
前橋松竹跡を改装して出店した[64]。
- 高崎店×（旧:ダイエー、1976年（昭和51年）4月16日[65] - 1994年（平成6年）10月30日[66]） 高崎市旭町30-1[67] SC名称:高崎郡バスビル
売り場面積約9,775m2[67]、駐車台数約200台[68]。
高崎駅前の群バス不動産株式会社が所有する「高崎群バスビル」のテナントとして出店。後に不採算店舗とされ、ダイエーから切り離され、子会社の「高崎ショッパーズプラザ」が閉店まで運営したが業績悪化により約89億円の損失を抱えて1994年（平成6年）に店舗を閉鎖して清算された[69]。跡地は、群バス商事の運営するテナントビル「RAP高崎」となったが、テナント不振などから閉鎖。建物は解体され、現在は、駐車場となっている。[要出典]
閉店時点では、高崎市島野町に1995年（平成7年）秋に新店舗の出店を目指していた[70]。
- （初代）十字屋高崎店（1957年（昭和32年）12月14日開店[71] - ?） 高崎市田町75[72]
売り場面積140坪[71]
- （2代目）十字屋高崎店（1964年（昭和39年）10月29日開店[63] - 1976年（昭和51年）2月[73]） 高崎市連雀町4[63]
売り場面積約469m2[63]
- 十字屋桐生店×[74]（1963年（昭和38年）9月14日[63] - 1992年（平成4年）[74]） 桐生市本町6-382[49]
敷地面積約558m2[74]、鉄骨鉄筋コンクリート造4階建て延べ床面積約1,400m2[74]、店舗面積950m2[17]。
1963年（昭和38年）に桐生市の繁華街だった本町6丁目に店舗を建設して開業し、長崎屋やいせやなど近隣にあった他の大型店と共に昭和40年代をピークとする同地区の繁栄の核として営業していたが、1992年（平成4年）に閉店した[74]。
閉店後は十字屋から物件を借りてゲームセンター「プレイランドパル」が2006年（平成18年）11月末まで営業してその後は空き店舗となっていたが、2012年（平成24年）7月から9月まで解体工事を行って更地に戻し、土地所有者にされた[74]。返還後の土地利用は未定となっている[74]。
- 十字屋太田店（1950年（昭和25年）10月[75] - 1996年（平成8年）8月[76]） 太田市東本町19-20[77]。
店舗面積3,297m2[17]。
地上1階から5階までの5フロアを使用していた[76]。

## 埼玉県

### さいたま市
- 浦和店（旧:一徳→トウキョウダイエー、1964年（昭和39年）3月18日[78] - 1977年（昭和52年）9月30日[79]） 浦和市仲町1-5-7[78][80]
株式会社一徳の運営していた店を譲受して開店、東京進出を果たした最初の店の一つである（他に小岩、吾嬬、中目黒店を譲受）[81]。浦和市（現・さいたま市浦和区）の中山道沿いに出店していた[82]。
一徳浦和店は衣料品スーパーだった[83]。

- （初代）十字屋浦和店（1950年（昭和25年）9月26日開店[84] - 1962年（昭和37年）11月[85]） 浦和市仲町2[86]
浦和市（現・さいたま市浦和区）仲町に出店していた[85]。
- （2代目）十字屋浦和店（1962年（昭和37年）11月[85] - 1984年（昭和59年）2月19日[87]） 浦和市高砂1-10-3[32][16]
店舗面積1,483m2[16]。
浦和駅西口の浦和市（現・さいたま市浦和区）高砂町、県庁通りに出店していた[82]。
- グルメシティ南浦和店 (1981年 (昭和56年) 11月 - 2025年 (令和7年) 2月28日)　南区文蔵5-9-15
- 十字屋大宮店（1955年（昭和30年）2月[88] - ） 大宮市（現・さいたま市大宮区）宮町1-83[32]
店舗面積約2,448m2[88]
- 十字屋クロスティ大宮店（大宮市（現・さいたま市大宮区））
後に一番街から大宮中央デパートに移転したが2005年（平成17年）2月閉店[89]。
- 大宮店 (1982年 (昭和57年) 9月28日 - 2025年 (令和7年) 1月31日)　大宮区桜木町2-3[広報 4]
大宮駅西口DOMショッピングセンターの核店舗の1つであった。
イオンスタイル大宮西口駅前[90]として新規開店予定。

- Dマート岩槻店×（岩槻市（現・さいたま市岩槻区）本丸3丁目20－53、1994年（平成6年）4月5日[91] - 2002年（平成14年）5月31日）
敷地面積31,000m2に地下1階地上2階で店舗面積6,341m2、600台収容の駐車場を備えたディスカウントストアとして開業した[91]。

- 北与野店（旧:忠実屋フランツ北与野店[92]、1992年（平成4年）5月[93] - 1995年（平成7年）[94]2月28日[要出典]） 与野市（現・さいたま市中央区）上落合2-3-5
JR北与野駅前の再開発ビル「アルーサ」の核店舗である[94]忠実屋フランツとして開業[92]。
店舗面積8,738m2[92]。
店舗跡地の地下1階に後継テナントとしてクイーンズ伊勢丹が出店していたが撤退したため、2010年（平成22年）2月26日に地元の食品スーパーである与野フードセンターがフードガーデン北与野店として後継となる店舗を開店した[95]。

- 十字屋与野店（? - ?） 与野市下落合1027[16]
店舗面積1,180m2[16]。

### さいたま市以外
- 川口店（初代） →  トポス川口店（1967年（昭和42年）11月1日[78] - 1999年（平成11年）10月31日[96]）川口市栄町3-4-18[7][97]
トポス川口店の店舗面積2,465m2[96][98]。
川口センターの延べ床面積約6,640m2[24]、店舗面積2,475m2[24]。
1982年（昭和57年）6月26日にトポスに業態転換[99]。
「川口センター」にはコモディイイダ川口東口店が入居[24]。
- 川口店（旧:忠実屋[100]、1978年（昭和53年）6月1日開店[101] - 1994年（平成6年）3月1日:ダイエー川口店へ名称変更[100] - 2005年（平成17年）11月30日[102]） 川口市本町2-7-25[101] SC名称:増金ビル[101]
敷地面積約10,575m2[101]、鉄筋コンクリート造地上3階建て[101]、延べ床面積約12,139m2[101]、店舗面積約16,835m2[101]（直営店舗面積約9,478m2[101]）、駐車台数約400台[101]。
ダイエーが忠実屋を合併した1994年（平成6年）3月1日にバンドールとの連携する形で店舗面積11,523m2の店舗へ改装されて忠実屋川口店からダイエー川口店へ名称変更され[100]、旧忠実屋店舗改装のモデルとして注目を集めたが[100]、業績の低迷によりダイエー再建策の一環として閉店した[102]。
跡地には2006年（平成18年）12月1日にヤオコー川口本町店を核店舗としてミエルかわぐちが開店[103]。
- バンドール川口店（? - 2000年（平成12年）9月30日閉店[104]）川口市本町2-7-20
店舗面積9,478m2[17]。

- 南越谷店（1979年（昭和54年）6月15日[105] - 2016年2月29日） 越谷市南越谷1-2876-1[105] SC名称:越谷コミュニティプラザ[24]
敷地面積約19,288m2[105]、鉄筋コンクリート造地下1階地上6階建て塔屋2階[105]、延べ床面積約57,930m2[105]、店舗面積約16,356m2[105]（直営店舗面積約12,500m2[105]）、駐車台数約816台[105]。
2016年（平成28年）3月1日に本州の総合スーパー29店舗が「イオンリテールストア」に承継されて[106]、運営がイオンリテールへ移行し、同年3月6日にイオン南越谷店となった。
- 熊谷店（建物存続、1979年（昭和54年）10月4日[107] - 2002年（平成14年）12月31日[108][109]）熊谷市銀座2丁目123[107] SC名称:ニットーモール[107]
敷地面積約14,921m2[107]、鉄筋コンクリート造地上4階建て[107]、延べ床面積約35,905m2[107]、店舗面積約18,846m2[107]（直営店舗面積約13,000m2[107]）、駐車台数約1,110台[107]。
熊谷駅東側にあった日東製粉工場跡地の再開発したニットーモールに専門店街と共に入居していた[110]。（1階から4階[要出典]）ビルの所有は日東都市開発であったが[97]、後に三菱商事都市開発となった。
1994年（平成6年）2月期に年間売上高約95億円を上げたが、その後は競合店の影響で売上が減少し、2002年（平成14年）2月期に年間売上高約44.28億円へと半分以下に落ち込んだため閉店となった[108]。
店舗面積12,994m2[97]、ニットーモールの延べ床面積約71,854m2[97]。
閉店後、存続を賭け一時休業をした上での大規模改装が行われ、現在も存続（旧ダイエーの1階、食品売り場部分には2003年（平成15年）4月25日にヤオコー熊谷ニットーモール店が開店し[111]、2階から4階には専門店が入居）している。

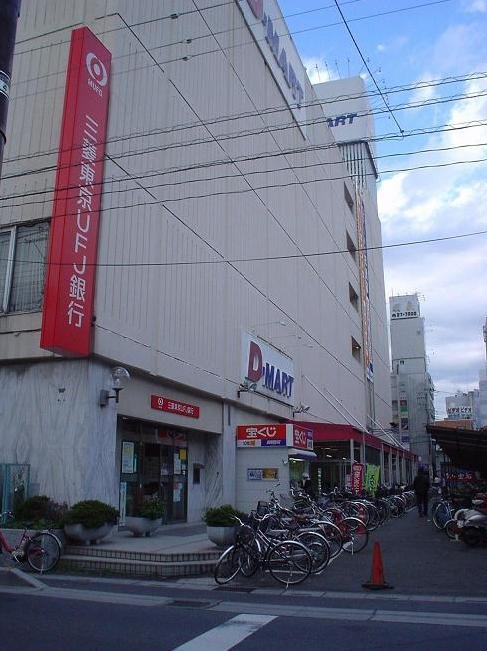
Dマート草加店

- Dマート草加店（初代）草加店 → Dダイエー（Dマート）草加店 → 草加店（2代）×（1974年（昭和49年）4月5日[3][112][113] - 2011年（平成23年）1月31日[広報 5]） SC名称:草加ショッパーズプラザ（旧SC名も同名を使用） 草加市氷川町873-1[7]
敷地面積約3,130m2[112]、地下1階地上6階建て[112]、延べ床面積約15,339m2[112]、店舗面積約8,202m2[114][7]。
閉店時の直営店舗面積約7,291m2[広報 5]
1981年（昭和56年）4月16日にDダイエー（Dマート）に業態転換[115]。2007年（平成19年）業態統一により再びダイエーへ戻る。建物の老朽化が進み建て替えの為閉店。[要出典]2012年（平成24年）4月26日草加店（3代）として再出店[116]。
- （2代目）草加店（旧:忠実屋、1979年（昭和54年）7月17日[117] - 1998年（平成10年）12月31日[要出典]）草加市栄町3-9-13[117]中山ビル[118]
敷地面積約3,130m2[117]、鉄筋コンクリート造地上3階建て塔屋2階[117]、延べ床面積約15,031m2[117]、店舗面積約7,524m2[117]（直営店舗面積約6,740m2[117]）、駐車台数約500台[117]。
草加駅前にある草加店（旧Dマートとして1981年（昭和56年）4月開店[119]、2007年（平成19年）3月8日ダイエーに業態転換／前述）とは別。[要出典]

- 飯能店（旧:忠実屋[92]、1977年（昭和52年）6月[120]1日[要出典] - 1999年（平成11年）5月31日[56]） 飯能市川寺2-3-6[121]
忠実屋飯能店の延べ床面積約6,782m2[92]、店舗面積4,421m2[120]。
直営店舗面積約4,308m2の店舗であった[56]。建物の所有は株式会社日本流通リース。跡地は、ジャパンホームバリュー飯能店となっていたが、閉店。現在空き店舗となっている。[要出典]

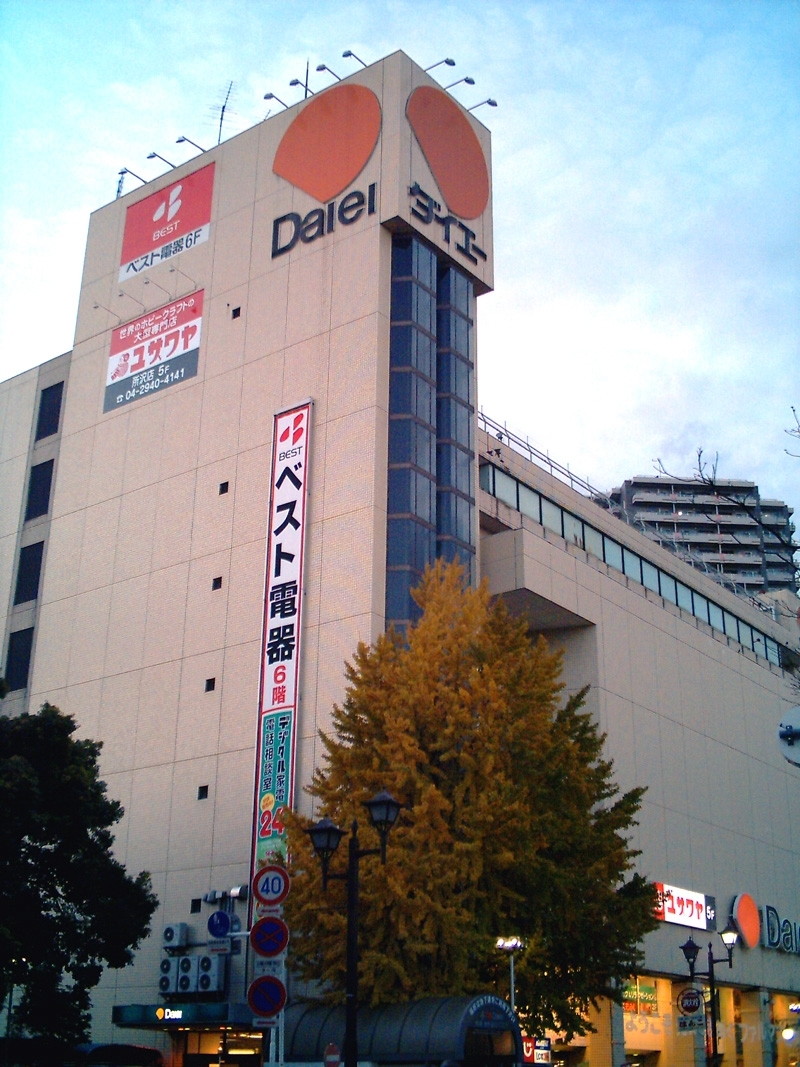
所沢店

- 所沢店所沢店（1981年（昭和56年）11月26日[122] - 2016年（平成28年）2月29日[123]） 所沢市東町5-22[124] SC名称:東栄ビル[124]
敷地面積約9,915.72m2[124]、鉄骨コンクリート造地下2階地上7階建て[124]、延べ床面積約47,828.701m2[124]、店舗面積23,025m2[122]（直営店舗面積17,998m2[122]）、駐車台数約520台[122]。
総合スーパー業態の店舗として出店した[123]。
所沢駅から徒歩約5分の商店街の一角にある「日東地区」の再開発で建設された商業施設の核店舗として、地元商店街の誘致により出店し、西武グループの中心地への進出であったことから「所沢戦争」として注目された[123]。
当初はオ・プランタンが店舗面積27,405m2で出店する計画だった[125]。
開店時には店舗面積17,998m2であったが、1988年（昭和63年）10月に店舗面積24,497m2へ増床した[126]。
2016年（平成28年）3月1日に本州の総合スーパー29店舗が「イオンリテールストア」に承継されて[106]、運営がイオンリテールへ移行し[123]、イオン所沢店となったが[123]、2019年（令和元年）9月30日に閉店[127]。2020年（令和4年）にTOCOTOCO SQUAREとして新装開店し、ヤマダ電機・アニメイト等の従前のテナントに加え、ミスターマックス・オーケー・ニトリ・ラウンドワン等の新規テナントが順次出店し、40店舗から成るショッピングセンターとなった[128]。
- Dマート本庄店×（旧:忠実屋[92]、1980年（昭和55年）4月[93] - 1998年（平成10年）5月31日[要出典]） 本庄市本庄2-3-6[97] SC名称:埼玉繊維ビル[120]
店舗面積6,623m2[98]。
埼玉繊維本庄工場の敷地12,000坪のうち約4,000坪を活用したビルを賃借する形での出店だった[129]。
跡地は、「バナーズビル」になって、ベルク本庄店とトステムビバなどが入居[24]。
- 戸田店（旧:忠実屋[92]、1978年（昭和53年）4月[93]28日 - 1999年（平成11年）9月5日[96][130]） 戸田市下戸田1-18-8 SC名称:永芳ビル
店舗面積5,502m2[96]。
跡地はベルクス戸田店となった[131]。

- Dマート秩父店（1987年（昭和62年）9月1日[132] - 2000年（平成12年）10月31日[133]） 秩父市中町3-16[97]
店舗面積3,237m2[98]。

- 久喜店（旧:忠実屋[53]、久喜サリア内[134]、1990年（平成2年）11月30日[134] - 2002年（平成14年）5月末[135]） 久喜市中央1-1-20[136]（現：久喜市久喜中央）
敷地面積約3,324.06m2[137]、鉄骨鉄筋コンクリート造地下2階・地上6階建て塔屋2階[137]、延べ床面積20,651.224m2[137]、店舗面積10,500m2[138]、駐車台数約63台[137]。
再開発ビル「サリア」の核店舗として出店していた。
ダイエー時代から存続する1階の銀行2店舗を除いて後継のテナントが決まらない状態が4年以上続いていたが、2007年（平成19年）2月に日本中央地所が久喜サリアビルの区分所有権を取得し[53]、1階の一角に同年7月15日に「ディスカウントスーパーハナマサ久喜店」が出店した[136]。2008年（平成20年）10月に桧家住宅へ売却され6階は桧家住宅本社[53]、地下1階から5階まではショッピングセンター（クッキープラザ）として2009年（平成21年）11月[53]15日にオープン。
- 東鷲宮店（1986年（昭和61年）4月[139]29日 - 2022年（令和4年）4月10日[140]） 北葛飾郡鷲宮町桜田3-2-1[141]（現・久喜市）
地上3階建て・延べ床面積約27,074m2[141]、店舗面積9,970m2[141]（直営店舗面積8,445m2[141]）。
2016年（平成28年）3月1日に本州の総合スーパー29店舗が「イオンリテールストア」に承継されて[106]、運営がイオンリテールへ移行して同年3月にイオン東鷲宮店となったが2022年（令和4年）4月10日に閉店[140]。解体の後、ヤオコーなどが出店予定[要出典][142]。
- 行田店（旧:忠実屋[92]、1989年（平成元年）10月26日[143] - 2002年（平成14年）5月31日） 行田市城西4-4562[92]
売場面積9,300m2[144]
2010年（平成22年）9月11日にベルク行田城西店が開店した[145]。
- 狭山店（旧:忠実屋[146]、1976年（昭和51年）11月[147] - 2002年（平成14年）5月31日）狭山市入間川314[146]
店舗面積約8,604m2の店舗であった[92]
開業前の地元側との調整により、申請した面積から約30%削減して開業した[147]。
- 坂戸店（旧:忠実屋[146]、1976年（昭和51年）12月[148]3日 - 2002年（平成14年）5月31日） 坂戸市薬師町28-1[146][148] SC名称:坂戸ビル
忠実屋坂戸店の店舗面積6,946m2[92]、延べ床面積約10,817m2[92]。
店舗面積5,803m2[149]。
有限会社坂戸ビルが所有する「坂戸ビル」に出店。跡地には2002年（平成14年）10月4日に丸広百貨店坂戸店が開業した[150]。（丸広百貨店店舗面積7,194m2）[148]。
- 十字屋入間店×（1983年（昭和58年）12月[17] - ?） 入間市[17]
店舗面積約1,461m2[17]。
- ハイパーマート蕨店→ディー・ハイパーマート蕨店[広報 2]→蕨店×（1995年（平成7年）6月30日[151] - 2003年（平成15年）1月31日閉店[152]）蕨市塚越5-6-35
埼玉県に初めてハイパーマート業態を展開した直営店で1,000台収容の駐車場を備えた店舗面積11,413m2の店舗だった[151]。その後、2000年（平成12年）9月1日に株式会社ディー・ハイパーマートに移管された[広報 2]。

- 鶴ヶ島店×[要出典]（旧:忠実屋[146]、1982年（昭和57年）4月[93]8日 - 2005年（平成17年）11月27日[153][154]）鶴ヶ島市鶴ヶ丘276-10[146] SC名称:松原ビル
松原ビルの店舗面積9,352m2[24]、延べ床面積約13,926m2[24]。
店舗面積7,727m2[98]。
忠実屋の店舗面積7,716m2[93]。
有限会社松原商事が所有する建物「松原バザール」に出店。跡地は2006年（平成18年）9月にポポラ（POPORA）鶴ヶ島店（店舗面積9,352m2）[148]。2015年（平成27年）10月31日閉店、その後解体。[要出典]
- トポス上尾店×[要出典]（旧:忠実屋[92]、1983年（昭和58年）11月18日[155] - 1999年（平成11年）1月10日） 上尾市柏座3-2-17[146] SC名称:光信ビル[92]
店舗面積5,456m2[92][98]。

- Dマート幸手店×[要出典]（1982年（昭和57年）3月16日[156] - 2006年（平成18年）12月31日）[要出典] 北葛飾郡幸手町北2-5-4[157]（現：幸手市）
直営店舗面積約6,193m2[20]。
「須藤製糸」工場跡地に出店した[157]Dマートの第一号店であった[156]。

- 北本店（旧:忠実屋[17]、1980年（昭和55年）9月[17][158]2日[要出典] - 2017年（平成29年）6月30日[159]） 北本市中央4-63[158]
延べ床面積約13,248m2[158]、店舗面積8,712m2[158]（直営店舗面積約7,000m2[158]）。
2016年（平成28年）3月1日に本州の総合スーパー29店舗が「イオンリテールストア」に承継されて[106]、運営がイオンリテールへ移行し、イオン北本店となったが、2017年（平成29年）6月30日に閉店した[159]。店舗は解体され、2018年（平成30年）10月17日にヤオコー北本中央店が開業[159]。
- 志木店×（1974年（昭和49年）11月13日[160][161] - 2013年（平成25年）7月31日[162]） 志木市本町5-17-1[161] SC名称:ららぽーと志木[161]
敷地面積約13,888m2[161]、鉄骨鉄筋コンクリート造地下2階地上7階建て塔屋2階[161]、延べ床面積約50,971m2[161]、店舗面積約25,196m2[161]（直営店舗面積約14,329m2[161]）、駐車台数約900台[161]。
志木駅東口にあった[162]。39店の専門店を併設[162]。売上減少により閉鎖[162]。
1975年（昭和50年）に志木市全体の小売販売額約130億円の約65%を占める約85億円の売上高を上げ、埼玉県内で立地する大型店の中で地元市内における同年度の影響度第1位となった[163]。
跡地は野村不動産が開発したマンションなどの複合開発プロジェクト「プラウドシティ志木本町」となり、その中に2016年（平成28年）9月9日にカスミが「フードスクエアカスミ志木店」を開店[164]。

- 三芳店 (旧忠実屋、1977年 (昭和52年) 4月28日 - 1994年 (平成6年) 3月1日:ダイエー三芳店へ転換 - 2017年 (平成19年) 9月30日[要出典])入間郡三芳町藤久保305-1[121]
敷地面積8,584m2[165]、延べ床面積16,480m2[165]、売場面積7,571m2[166]
松本商会がボウリング場跡地に建設した松本ビルへ出店していた[165]。鶴瀬駅西口から約500m西へ行った場所にあった[167]。

- ビッグ・エー吹上店×[要出典]（? - 2013年（平成25年）2月2日） 入間郡三芳町大字藤久保字俣埜305-1
閉店時の直営店舗面積約303m2[広報 6]）。
- ビッグ・エーわかば店×[要出典]（? - 2013年（平成25年）2月16日）
閉店時の直営店舗面積約348m2[広報 6]。

## 千葉県

### 千葉市
- 千葉店（1973年（昭和48年）11月30日[3][168] - 1998年（平成10年）12月31日[169]、1999年（平成11年）6月26日[170][171] - 2001年（平成13年）5月31日[172][173]） 千葉市新宿2-7-30[3]（現・千葉市中央区新宿2-7-30）（SC名称:千葉ショッパーズプラザ（旧SC名も同名を使用））
敷地面積約6,600m2[168]、地下1階地上7階建て[168]、売場面積約11,355m2[168]、駐車台数約310台[68]。
参松工業千葉工場（1924年（大正13年）5月操業開始）の跡地に出店していた[174]。
1998年（平成10年）12月31日に一旦閉店したが[169]、家賃引き下げや地元の熱い要望もありスポーツワールドと家電パレックスの専門売場を導入して1999年（平成11年）6月26日に再度開業して[171]再開業初日に8万人の来店客を集めるなど再開業直後は順調に集客した[175]ものの、2001年（平成13年）2月期に目標の年商85億円を大幅に下回る約57億円に留まったため2001年（平成13年）5月31日再び閉店した[169]。
旧扇屋ジャスコ千葉店跡地周辺を再開発したQiball(きぼーる)の駐車場棟1階に[176]ダイエーグルメシティ千葉中央店が[177]2007年（平成19年）9月1日に開業した[178]。

- 十字屋千葉店 → 十字屋ショッカー千葉店×[要出典]（1951年（昭和26年）11月[17] - 1986年（昭和61年） - 1996年（平成8年）8月） 千葉市中央区中央3-2-9[49]
売り場面積約7,770m2[179]。
1986年（昭和61年）に十字屋によるディスカウントストア「十字屋ショッカー千葉店」へ業態変更する。[要出典]
ショッカー閉店後の1997年（平成9年）9月4日にはダイエー系のPCショップ「メディアバレー千葉店」が入居したが[180][181][182]、2002年（平成14年）2月24日に閉店[183]。

- 丸興千葉店（1951年（昭和26年）[184]） 千葉市中央3-3-9[184]（現・千葉市中央区中央3-3-9）
店舗面積約1,799m2[16]。
- 丸興千葉栄町店 千葉市栄町113[185]（現・千葉市中央区）
- グルメシティ蘇我ハーバーシティ店（2006年（平成18年）12月1日[186] - 2008年（平成20年）4月27日[広報 7]） 千葉市中央区川崎町7-21
閉店時の直営店舗面積約1,673m2[広報 7]
千葉県初のダイエーによるグルメシティとしてハーバーシティ蘇我内の島忠ホームズ蘇我店に出店した[186]。

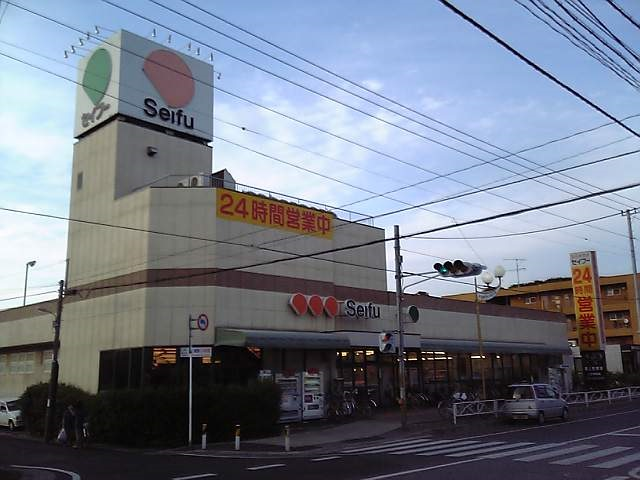
セイフー蘇我店

- セイフー蘇我店セイフー蘇我店×[要出典]（1993年（平成5年）10月9日 - 2005年（平成17年）9月3日） 千葉市中央区宮崎町414-1
店舗面積1,200m2[97]、延べ床面積約2,054m2[97]。

- 千葉長沼店（2000年（平成12年）11月16日[187] - 2016年（平成28年）3月1日:運営をイオンリテールへ移管[188]） 千葉市稲毛区長沼町330-50[189] SC名称:ワンズモール[24]
地上5階建[189]、延べ床面積約98.473m2[24]、店舗面積約23,749m2[189]（直営店舗面積約17,674m2[189]）、駐車台数約1,500台[189]。
開業時には、地上5階建てで、4階と5階が約1,500台収容の駐車場となっていた[190]。
2016年（平成28年）3月1日に本州の総合スーパー29店舗が「イオンリテールストア」に承継されて[106]、運営をイオンリテールへ移管し[188]イオン千葉長沼店となったが[191]、2019年(平成31年)2月28日閉店した[191]。
- グルメシティあやめ台団地店（旧：セイフー→グルメシティ関東、1966年（昭和41年）10月開店[192] - 2016年（平成28年）3月26日ビッグ・エーへ業態転換[広報 8]） 千葉市稲毛区あやめ台1-12-101[広報 8]（旧・園生町あやめ台団地1-12[193]）
店舗面積約462m2[193]。
- Dマート稲毛海岸店（旧:忠実屋[194]、1981年（昭和56年）10月[93]31日 - 2002年（平成14年）5月31日） 千葉市美浜区高洲3-21-1
京葉線稲毛海岸駅前に出店していた[194]。
店舗面積11,823m2[149]。
忠実屋新稲毛店[92]として開店。
店舗面積12,994m2[97]、延べ床面積約19,556m2[97]。
店舗跡には2003年（平成15年）10月24日にイオンマリンピア店のイオンマリンピア専門館が開店[195]。
- ビッグ・エー千葉長沼店（? - 2013年（平成25年）2月16日）
閉店時の直営店舗面積約460m2[広報 6]。
- グルメシティ千城台店（旧：セイフー→グルメシティ関東、? - 2016年（平成28年）8月28日閉店[196]）千葉市若葉区千城台西2-14-1
跡地は閉店後に全面改装後、2016年（平成28日）11月12日にビッグ・エー千葉千城台西店として業態転換[広報 9]。

### 葛南
- 津田沼店（旧:津田沼ダイエー[197]、1978年（昭和53年）10月14日[198] - 1986年（昭和61年）10月1日直営化、2005年（平成17年）11月30日[199]） 習志野市谷津1-16-1[200]
延べ床面積約57,611m2[201]、店舗面積約15,456m2[200] → 約33,185m2[201]（直営店舗面積29,334m2[201]）、駐車台数約570台[200]。
2000年（平成12年）度には上場スーパー61社の店舗の中で第2位の約222億円の売上高となり、ダイエーの中ではトップとなっていた[202]。
1978年（昭和53年）5月20日設立の子会社「津田沼ダイエー」が[203]大衆百貨店の実験店として運営していた[197]。
旧ダイエーゾーンを含め、サンペデック全体が野村不動産ホールディングスと同社の系列会社により2008年（平成20年）3月13日にショッピングセンター「モリシア津田沼」としてリニューアルして開業した[204]。イオンモリシア津田沼店、ヤマダ電機などがキーテナントして入居[広報 10]。
2017年8月31日、イオンモリシア津田沼店が営業を終了。イオンリテールからダイエーへ吸収分割方式で営業権を移譲し、数日間の改装を経て9月5日にダイエーモリシア津田沼店としてリニューアルオープンした。12年ぶりの当施設への再出店となった[広報 11][広報 12]。
- エキゾチックタウン津田沼店（旧髙島屋、1988年（昭和63年）10月16日[205] - 2002年（平成14年）4月25日に津田沼店と統合（3Fのみ電気専門店PALEXとして継続）[206]） 習志野市谷津1-16-1
1988年（昭和63年）8月28日に閉店の[207]津田沼髙島屋を穴埋めする形で出店したもので[208]、既存の津田沼店との合計店舗面積約27,413m2は当時の日本のスーパーとしては最大となった[209]。
- モリシア津田沼店 (旧イオン、2017年 (平成29年) 9月5日[広報 13][210] - 2025年 (令和7年) 3月30日[211]) 習志野市谷津1-16-1
- 丸興大久保店 習志野市大久保1-21-10[212]
店舗面積約1,010m2[212]。
- 丸興デンキランド大久保店（1980年（昭和55年）5月[213]） 習志野市[212]
店舗面積約248m2[212]
- 丸興デンキランド津田沼店（1974年（昭和49年）9月[213]） 習志野市津田沼町1-1928-4[212]
店舗面積約284m2[213]。
- 丸興津田沼店 船橋市前原町2-235[185]
- 十字屋船橋店 → 十字屋ショッカー船橋店（1960年（昭和35年）12月[17] - 1996年（平成8年）秋） 船橋市本町1-7-6[197][49]
店舗面積3,292m2[17]。
京成電鉄船橋駅の近くに出店していた[214]。後に十字屋によるディスカウントストア「十字屋ショッカー船橋店」[214]へ業態変更する。

- ららぽーと店 → Kou'Sららぽーと店 → ららぽーとイースト（1981年（昭和56年）4月2日[215] - 2004年（平成16年）5月31日） 船橋市浜町2-1-1[215]
敷地面積約173,434m2[215]、延べ床面積158,875.2m2[215]、店舗面積80,592.6m2[215]（ダイエー店舗面積15,427.5m2[215]）
1999年（平成11年）1月17日に一旦閉店し、同年1月28日より「Kou'Sららぽーと店」へ業態変更[216][217]（1999年（平成11年）7月1日に営業権も旧子会社のダイエー・ホールセールクラブ・コーポレーション（DWSC）へ譲渡）。
ホールセール事業からの撤退及びDWSCの清算に伴い、2002年（平成14年）3月末に閉店[218]。
同年4月20日より「カテゴリーバリューセンター」形式の店舗へと業態変更して店名も「ダイエーららぽーとイースト」へ変更したが[218][219]、売上高はコウズ業態の時を下回るなど低迷が続いた[220]。

- 丸興船橋店 船橋市本町4-41-19[212]
店舗面積約2,066m2[212]。

- 丸興船橋電器センター 船橋市本町2-1767[185]
- セイフー高根木戸店 → グルメシティ高根木戸店（1976年（昭和51年）8月[221] - 2015年（平成27年）2月15日[広報 14]） 船橋市芝山6-60-1[221]
延べ床面積約1,291m2[221]、店舗面積約903m2[221]。
閉店時の直営店舗面積約688m2[広報 14]

- 十字屋本八幡店（1963年（昭和38年）9月[17] - ?） 市川市八幡2-15-10[212]3-1-5[16]
店舗面積約803m2[17]。

- 丸興本八幡店 → 丸興リブ本八幡店（1952年（昭和27年）10月[213]） 市川市八幡2-5-10[212]
店舗面積約3,330m2[212] → 約3,746m2[213]。
- 丸興デンキランド本八幡店（1981年（昭和56年）5月[213]） 市川市[213]
店舗面積約759m2[213]。

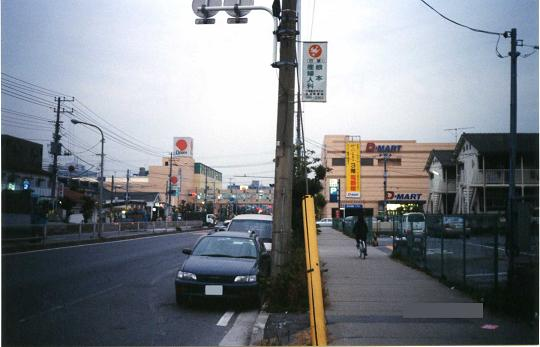
Dマート南行徳店とダイエー南行徳店

- Dマート南行徳店とダイエー南行徳店Dマート南行徳店（1987年（昭和62年）9月1日開店[222] - 2002年（平成14年）4月30日） 市川市南行徳3-4-1[222]
地下1階地上3階建て[222]、直営店舗面積 約7,200m2[17] → 約7,515m2[20]。
道路を挟んだダイエー南行徳店（2000年（平成12年）4月20日開店[223]）とブリッジで繋がっており相乗効果を見込んでいた[224]が閉鎖。[要出典]
店舗のあった市川市南行徳3-4-1にはヤマダ電機テックランド南行徳店がある[広報 15]。
- 南行徳店（2000年（平成12年）4月20日[225][223] - 2016年（平成28年）3月1日:運営をイオンリテールへ移管[188]） 市川市南行徳2-20-25[225] SC名称:南行徳ショッピングセンター[24]
延べ床面積約37,013m2[24]、店舗面積21,500m2[225]（直営店舗面積18,200m2[24]）。
2016年（平成28年）3月1日に本州の総合スーパー29店舗が「イオンリテールストア」に承継されて[106]、運営をイオンリテールへ移管し[188]、同年3月17日にイオン南行徳店となった。[要出典]
- セイフー曽谷店 → グルメシティ曽谷店（1972年（昭和47年）9月[93] - 2011年（平成23年）3月11日） 市川市曽谷5-14-14[197]
店舗面積約496m2[17]。

- 十字屋浦安店（1979年（昭和54年）11月[17] - ?） 浦安市富岡3-2-1[49]
店舗面積約320m2[17]。
- 丸興デンキランド浦安店（1982年（昭和57年）11月[213]） 浦安市[213]
店舗面積約495m2[213]。
- 新浦安店（旧:ダイエーリアルエステート、1990年（平成2年）6月28日[226] - 2016年（平成28年）3月1日:運営をイオンリテールへ移管[188]） 浦安市入船1-4-1[24] SC名称:ショッパーズプラザ新浦安[24]
延べ床面積約113,471m2[24]、店舗面積25,339m2[24]（直営店舗面積15,700m2[24]）。
開業時には専門店約240店が入居し[227][228]、浦安市内では最大のショッピングセンターであった[226]。
2016年（平成28年）3月1日に本州の総合スーパー29店舗が「イオンリテールストア」に承継されて[106]、運営をイオンリテールへ移管し[188]、同年3月17日にイオン新浦安店となった。[要出典]

### 東葛（葛南を除く）
- 我孫子店 → Dマート我孫子店×[要出典]（1976年（昭和51年）11月1日[229] - 1998年（平成10年）11月[230]） 我孫子市我孫子字後田511-1[67]
店舗面積8,630m2[67]。

- ハイパーマート北柏店 → ディー・ハイパーマート北柏店[広報 2] → 北柏店（1993年（平成5年）4月3日[231] - 2005年（平成17年）11月27日[153][154]） 柏市十余二南翁原249-5[232]
延べ床面積約40,653m2[232]、店舗面積15,787m2[232]。
JR常磐線柏駅から北へ約2kmの場所に出店していた[231]。
1997年（平成9年）6月に生鮮・惣菜売場での対面販売や案内係の導入、取扱い品目数をオープン当初の2倍の7万品目への拡充や買い物客を強制的に一方通行で進ませる導線を廃止するなどハイパーマートの問題点の修正を図る改装を行って新装開店した[233]。
当初は直営であった[231]。1999年（平成11年）8月1日に株式会社ダイエー・ハイパーマートに[広報 16]、さらに2000年（平成12年）9月1日に株式会社ディー・ハイパーマートに移管された[広報 2]。2002年（平成14年）9月1日にダイエーに再度譲渡され「ダイエー北柏店」になった。

- 松戸店 → Dマート松戸店 → 松戸西口店（1977年（昭和52年）9月[234]20日 - 2024年（令和6年）8月31日[235]）松戸市根本4-2[236]
店舗面積9,972m2[234] → 10,056m2[235]。
1983年（昭和58年）4月にDマートに業態転換したが、2006年（平成18年）9月23日にダイエー松戸西口店として再業態転換した[237]。2017年（平成29年）6月24日には「イオンフードスタイル」業態としてリニューアルオープン[238]。直営売場を地下1階の食品売場のみに縮小し、1階から6階を専門店街とした[238]。閉店に先駆け、2階以上の専門店は2024年（令和6年）6月までに全店退店した[235]。
- 五香店（旧:忠実屋、1992年（平成4年）4月17日[239][240] - 2005年（平成17年）11月27日[153][154]） 松戸市五香六実617-11[240]
忠実屋フランツとして開業[93]。
店舗面積8,345m2[93]。

- セイフーみのり台店 松戸市稔台101-1[197]
仲村ビルに出店していた[241]。
- 丸興デンキランド松戸店（1979年（昭和54年）3月[213]） 松戸市松戸1-1231[242]
店舗面積約802m2[213]。

### 印旛
- 千葉ニュータウン店（1991年（平成3年）11月27日[243][244] - 2002年（平成14年）5月31日） 印旛郡印西町大字戸神字中峠517-3[243]（現・印西市）
店舗面積9,964m2[243]。

- 十字屋ポポ八千代台店（1971年（昭和46年）2月26日[245] - 1998年（平成10年）頃） 八千代市八千代台南1-7-7[245]
敷地面積約5,000m2[245]、鉄筋コンクリート造地下1階地上4階建て[245]、延べ床面積約9,300m2[245]、店舗面積約6,600m2[245]。
八千代台駅東口[246]
同じ東口にあるユアエルム八千代台が千葉そごうに対抗して[241]1993年（平成5年）に増床[247]した煽りで急速に集客力が低下していた[241]。
十字屋閉店後、ナリタヤ食彩館等が入居[24]。
店舗面積4,898m2[24]、延べ床面積約16,587m2[24]。
- 成田店×[248]（1980年（昭和55年）9月20日[249] - 2001年（平成13年）2月28日[250][251]） 富里市日吉台1-1[249] SC名称:日吉台コミュニティプラザ[249]
敷地面積約37,774m2[249]、鉄筋コンクリート造地下1階地上2階建て[249]、延べ床面積約10,838m2[249]、店舗面積約12,816m2[249]（直営約店舗面積約8,788m2[249]）、駐車台数約840台[249]。　　　　　　　　　　
京成成田駅から約300mで成田市役所の南東約100mという成田市の中心市街地の一角にあり[248]、ダイエーグループ傘下で2001年（平成13年）3月末に閉鎖したホテルセントラーザ成田と一体であった[251]。
空き地となっていた跡地は徳洲会病院グループに売却され[248]、2012年（平成24年）7月16日に現地で着工[252]。2015年（平成27年）9月1日に成田富里徳洲会病院が開院[253]。
- セイフー成田店（1962年（昭和37年）8月1日[254] - ?） 成田市花咲町3538[254]
店舗面積約231m2[254] → 約1,030m2[17]。
- ハイパーマート酒々井店 → ディー・ハイパーマート酒々井店[広報 2]（1995年（平成7年）5月31日[255] - 2002年（平成14年）8月31日） 印旛郡酒々井町本佐倉457-2
当初は直営であった[255]。1999年（平成11年）8月1日に株式会社ダイエー・ハイパーマートに[広報 16]、さらに2000年（平成12年）9月1日に株式会社ディー・ハイパーマートに移管された[広報 2]。

### 銚子・佐原
- 十字屋ポポ佐原店×[256]（1971年（昭和46年）2月26日[82] - 1997年（平成9年）[256]） 佐原市（現：香取市）
JR佐原駅南口で地元百貨店の清見屋と共に商店街の2つの核店舗の一つとして機能していたが、郊外型店舗との競合により1997年（平成9年）に閉店した[256]。
閉店後約10年間、建物は他へ転用されていない状況が続いていた。2007年（平成19年）から2008年（平成20年）にかけて解体され、2011年（平成23年）2月時点で更地となっていた[256]が、2013年（平成25年）現在はセブン-イレブン香取市佐原駅前店となっている。[独自研究?]
- (初代)十字屋銚子店（1960年（昭和35年）12月[257] - ?）
陣屋町二番地に出店していた売り場面積約330m2の衣料品店[257]。
- (2代目)十字屋銚子店×（1976年（昭和51年）10月22日[258] - 2005年（平成17年）11月30日[259][260]） 銚子市双葉町3-24[261]
銚子市の表玄関である銚子駅前通りに位置した銚子市内唯一の百貨店で1991年（平成3年）に売上高約107億円を上げたが[262]、郊外型店との競合や不況の影響などで2004年（平成16年）に売上高約47.5億円に落ち込み[262]、産業再生機構の支援を受けて経営再建する一環として2005年（平成17年）11月30日に閉店した[259]。
当店の開設の際には、銚子商店連盟連合会が売場面積の縮小など3項目の意見書を提出するなど反対運動を行ったが、1974年（昭和49年）の銚子市長選で誘致を掲げる嶋田が当選を果たしたことなどが影響して進出が決まった[263]。
当店開店は、銚子駅前の商店街の通行量の増大や地元の商店主らの積極的な営業姿勢への転換などの効果をもたらし、銚子の商業発展につながったとされた[257]。
店舗跡地は、当初、ジャパンレジャーサービスグループの松屋百貨店[260]（注・東京銀座などで百貨店を運営する松屋とは別企業）による商業施設「リズム」が地下1階が食品で地上1階は婦人服など全館を使って2008年（平成20年）11月14日に開店する予定だった[264]がテナントが集まらず断念し[262]、2008年（平成20年）11月下旬から[262]2009年（平成21年）1月頃にかけて解体された。
しばらくは更地であったが、ジャパンレジャーサービスグループの松屋百貨店が運営会社「てうし横丁」設立して2011年（平成23年）7月から木造平屋建ての銚子漁港市場「てうし横丁」を建設して2011年（平成23年）12月オープン予定していた[265]が、テナントが集まらず何度も延期をして2012年（平成24年）10月に全面的に撤退することを表明した[266]。
完成したものの使われていなかった「てうし横丁」の建物に、駅前にある銚子セレクト市場を移転する事になり、2014年（平成26年）12月に開業することになった[267][266]。

### 上総
- 市原店（旧:忠実屋、1983年（昭和58年）3月18日[268][269] - 1998年（平成10年）2月28日[270]） 市原市五所町1966-1[271]
忠実屋市原店の売場面積8,000m2（直営売場面積7,000m2）[268]。
店舗面積7,760m2[98]。
現在は、競艇場外舟券発売所ボートピア市原（競輪場外車券発売所サテライト市原も兼用）となっている[272]。
- 丸興五井店 市原市五井南下町2768[212]
店舗面積約690m2[212]。
- 丸興デンキランド五井店（1980年（昭和55年）3月[213]） 市原市[213]
店舗面積約634m2[213]。
- 十字屋館山店×（1950年（昭和25年）11月[273] - 2005年（平成17年）11月30日[274]） 館山市北条1841[273]
延べ床面積約2,786m2[273]、店舗面積1,636m2[273]。
- 丸興館山店 → 丸興リブ館山店（1963年（昭和38年）6月[213]） 館山市北条浜通1821[212]
店舗面積約337m2[212] → 約508m2[213]。
- 長浦店（1987年（昭和62年）4月3日[275] - 2016年（平成28年）3月1日:運営をイオンリテールへ移管[188]） 袖ケ浦市長浦駅前1-7[24]
延べ床面積約13,934m2[24]、店舗面積9,811m2[24]（直営店舗面積7,750m2[24]）。
2016年（平成28年）3月1日に本州の総合スーパー29店舗が「イオンリテールストア」に承継されて[106]、運営をイオンリテールへ移管し[188]、同年3月6日にイオン長浦店として新装開店した[276]。
- 木更津店×（1973年（昭和48年）12月23日[3] - 2001年（平成13年）2月18日[277]） 木更津市東中央1-5-16[7] SC名称:（旧:木更津ショッパーズプラザ）
店舗面積約9,655m2[7][68]、駐車台数約280台[68]。
木更津駅東口に出店していた[278]。
閉店後、2001年（平成13年）12月7日に尾張屋ラズモール店を核テナントとしたラズモール木更津が開業した[279]が、老朽化とテナントの移転や撤退のため2008年（平成20年）11月24日をもって閉鎖され、建物は解体が決定。尾張屋は数km離れたホームセンターコマツ木更津店跡に移転して営業している。[独自研究?]
- Dマート木更津店×[要出典]（旧:忠実屋、1989年（平成元年）11月30日[280][281][282] - 1995年（平成7年）2月28日閉店[283][284] - 1996年（平成8年）3月 - 2001年（平成13年）2月28日） 木更津市太田2-5-6[285]
忠実屋として開業。阪神淡路大震災の影響で閉店した[283][284]。復活したが、再び閉店した。
跡地にTSUTAYA木更津店（精文館書店）などが開店した。[独自研究?]
- 十字屋ショッカー木更津店×（1950年（昭和25年）11月[17] - 1994年（平成6年）1月31日[286][287]） 木更津市富士見15[49]
店舗面積約4,404m2[17]。
駐車場不足や競合する大型店の進出などが影響して業績が低迷したことから、閉店することになった[288]。
JR木更津駅西口の富士見通りに面した場所にあった[289]。百貨店として開業。その後ディスカウントストア「十字屋ショッカー木更津店」へ業態変更。現在は建物が解体され、2007年（平成19年）8月3日に隣接するアクア木更津の立体駐車場が建設された[289]。
- 丸興木更津店 木更津市富士見2-8-14[212]
店舗面積約1,214m2[212]。

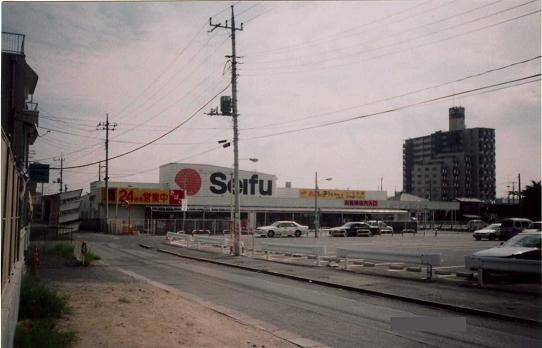
セイフー東金店

- セイフー東金店セイフー東金店（1984年（昭和59年）4月[290] - ） 東金市田間末無90-1[290]
延べ床面積約1,626m2[290]、店舗面積約998m2[290]。
- 君津店（旧:忠実屋[92]、1981年（昭和56年）4月2日[291] - 2016年（平成27年）） 君津市中野 5-17-1[24]
敷地面積20,500m2[291]、延べ床面積約13,097m2[24]、売場面積8,264m2[291]（直営店舗面積約7,272m2[24]）。
忠実屋君津店の店舗面積6,942m2[17]。
建物の老朽化が進んだうえ、近隣への競合する大型店の進出による業績の低迷が重なったため閉店することになった[292]。
跡地には2018年 3月30日にイオンタウン君津がオープンした。[293]
- 丸興茂原店 → 丸興リブ茂原店（1969年（昭和44年）11月[213]）（茂原市千代田町1-5[212]
店舗面積約858m2[212] → 約997m2[213]。

## 東京都

### 23区

#### 足立区
- グルメシティ花畑店×[要出典]（旧:忠実屋、1990年（平成2年）11月[294] - 1998年（平成10年）6月30日[要出典]） 足立区花畑4-38-10[294]
延べ床面積3,306m2[294]、売場面積1,953m2[294]。
- トポス北千住店（旧:丸信千住店→丸信東京店→ダイエー北千住店、1969年（昭和44年）10月12日[78] - 2016年（平成28年）11月14日[295]）足立区千住1-72-1[78]。SC名称:丸信ビル
1968年（昭和43年）9月に丸信の東京進出第1号店として開店したが[296]、1969年（昭和44年）8月26日に丸信とダイエーが提携して設立する「マルシンダイエー」が運営を継承することになり[297]、同年10月12日に[78]ダイエー北千住店となった[298]。1982年（昭和57年）12月にトポスに業態転換[299]。トポス尼崎店が2010年に閉店してから唯一の「トポス」であったが、2016年11月14日に閉店。これによってトポスのブランドが消滅した[要出典]。

#### 荒川区
- セイフー三河島店 → グルメシティ三河島店（1967年（昭和42年）5月[192] - 2015（平成27年）2月8日[広報 14]） 荒川区荒川3-29-1[300][192]
店舗面積約980m2[300]。
閉店時の直営店舗面積約721m2[広報 14]

#### 板橋区
- 成増店 (1988年 (昭和63年) 6月30日[301] - 2019年 (令和元年) 12月31日) 　板橋区成増2-21-2[301]安田生命成増ビル[302]
敷地面積5,360.38m2[302]、地下3階地上6階建て・塔屋1階[301]、延べ床面積約33,458.42m2[302]、店舗面積約17,500m2[301]（直営店舗面積約10,000m2[301]）。

#### 江戸川区
- Dダイエー西葛西店[303][304] → 西葛西店（1982年（昭和57年）11月30日[303] - 2005年（平成17年）10月31日） 江戸川区[17] 西葛西4-2-28
直営店舗面積 約8,550m2[17]。
ディスカウントストア業態のDダイエーとして開業した[303][304]。文化教室も併設していた[303][304]。
「サニーモール西葛西」の>延べ床面積約11,757m2[24]、店舗面積2,475m2[24]。
- セイフー小島団地店 → アウトレット小島団地店（1974年（昭和49年）8月[192] - ?）江戸川区小島町2-1-159[192]

- 小岩店（旧:一徳→トウキョウダイエー、1964年（昭和39年）3月10日[305][78][81] - 1978年（昭和53年）9月17日[306]） 江戸川区西小岩1-21-1[7]
店舗面積約696m2[7]。
小岩駅北口にあったダイエーの東京初進出店舗のひとつ<で、開店時には店内に東京本部が併設されていた[305]。開業時は、1階が食品売り場と食堂で、2階が衣料品や日用雑貨売り場となった総合スーパーだった[305]。
一徳スーパー小岩店は1962年（昭和37年）9月5日に開店した[307]食品スーパーだった[83]。。
- 丸興小岩店 江戸川区南小岩6-30-10[212]
店舗面積約1,135m2[212]。
- 丸興デンキランド小岩店（1982年（昭和57年）11月[213]） 江戸川区南小岩[213]
店舗面積約657m2[213]。

#### 葛飾区
- 十字屋新小岩店（1966年（昭和41年）11月[92] - 1996年（平成8年）7月[308]） 葛飾区新小岩1-38-1[92][16]
店舗面積1,8422[16]。
- 丸興新小岩店 → 丸興リブ新小岩店（1952年（昭和27年）4月[213]） 葛飾区新小岩2-1-2[212]
店舗面積約3,287m2[212] → 約2,716m2[213]。
- 丸興新小岩家具店 葛飾区下小松町1348[185]
- 丸興デンキランド新小岩 葛飾区新小岩1-49-10[212]
店舗面積約218m2[212]。
- 丸興金町店 → 丸興リブ金町店（1967年（昭和42年）4月[213]） 葛飾区金町6-2-10[212]
店舗面積約2,406m2[212] → 約2,145m2[213]。

#### 北区
- (初代)赤羽店×（1969年（昭和44年）12月5日[309][119] - 2010年（平成22年）7月11日[広報 5]18時） 北区赤羽2-5-7[7] SC名称:赤羽ショッパーズプラザ[309]（旧SC名も同名を使用）
敷地面積約8,250m2[309]、鉄筋コンクリート造本館3階建て・別館2階建て[309]、延べ床面積約23,352m2[309]、店舗面積約12,548m2[309]（直営店舗面積11,470m2[24]）、駐車台数約250台[200]。閉店時の直営店舗面積約3,114m2[広報 5]
建て替えを行い、店舗面積約6,700m2の本館とマンションの1階に入居する店舗面積約700m2の別館の2棟構成の新店舗が2012年（平成24年）3月1日に開業した[310]。
新店舗では近隣住民の高齢化に対応して商品棚の高さを低めにしたり、エスカレーターの速度を通常の約70%に落とすなど施設面でも配慮を行うと共に、少量化した食品や介護用品など高齢者向けの品揃えも強化している[310]。
- (2代目) 赤羽店× (2012年 (平成24年) 3月1日[311] - 2023年 (令和5年) 9月10日[312]) 北区赤羽2-5-7

- Dマート赤羽店 → 赤羽北本通り店（旧:忠実屋、1982年（昭和57年）3月25日[313] - 2016年（平成28年）2月29日[要出典]） 北区神谷3-12-1[24] SC名称:理研神谷ビル[24]
敷地面積約9,528m2[313]、鉄筋コンクリート造地上5階建て[313]、延べ床面積約23,709m2[313]、店舗面積約9,244m2[313]（直営約店舗面積約8,000m2[313]）、駐車台数約450台[313]。
2016年（平成28年）3月1日に本州の総合スーパー29店舗が「イオンリテールストア」に承継されて[106]、運営がイオンリテールへ移行し、同年イオン赤羽北本通り店となったが、建て替えに伴い2020年（令和4年）5月31日をもって一旦閉店し、[要出典]2023年（令和5年）7月28日にイオンスタイル赤羽として再開業した[広報 17]。
- 東十条店（1967年（昭和42年）12月1日[314] - 1985年（昭和60年）5月[315][316]25日[要出典]） 北区東十条2-14-3[7]
店舗面積約1,552m2[7][315]
ダイエーの東京での初の大型店として開店した[314]。

#### 江東区
- 丸興亀戸店 → 十字屋亀戸店 → 十字屋クロスティ亀戸店[92]（1962年（昭和37年）7月5日[317] - 2003年（平成15年）8月閉店[89]） 江東区亀戸5-1-1[92]
店舗面積1,608m2[273]、延べ床面積約2,922m2[273]。

- 丸興亀戸家具店 江東区亀戸町[185]
- 大島店　（1973年（昭和43年）7月20日[3][318] ‐ 2021年（令和3年）2月28日閉店[319]）江東区大島4-6-1[3]
店舗面積約8,664m2[7][200]、駐車台数約180台[200]。
- セイフー大島団地店 → グルメシティ大島団地店（旧:グルメシティ関東[要出典]、? - 2016年（平成28年）2月21日） 江東区大島4-13[197] 大島四丁目団地1号棟[97]
店舗面積約794m2[17]。
業態転換という形で2016年4月23日に子会社のビッグ・エーがビッグ・エー江東大島団地店を開店させた[広報 18]。

#### 品川区
- Kou'S品川店（1996年（平成8年）11月28日[320] - 1998年（平成10年）9月27日[321]） 品川区東品川4-12-５
店舗面積約10,500m2[98]。
東京都内最初のKou'sで、Kou'sとしては初めてワンフロアの店舗で車でのまとめ買い客を狙って東京23区内にも拘らず550台収容の駐車場を備えていた[322]。
まとめ買い客を狙う会員制ホールセールクラブ特有の大型パックやケースでの販売だけでなく、肉や魚の対面販売や少量単位の品揃えを拡充するなど都市部の通常のスーパーでの買い物需要にも対応することを狙った売場構成で開業した[320]。こうしたターゲットの違いもあり、従来の倉庫風のKou'sの標準的な内装ではなく、白を基調とした天井や床で照明も日本の一般的な消費者が好む明るめに変更されていた[320]。
日本たばこ産業と鹿島建設が新駅開業に合わせて進めていた[323]「品川区東品川4丁目第1地区第1種市街地再開発事業」[321]に参画してオフィスビルを取得して[323]ダイエーの本社機能を移転すると共に商業棟に出店する計画[324]を前提にその対象地区内に開設された店舗であったため[321]、業績悪化に伴ってオフィスビル取得[323]や商業施設の進出で同事業に参画することを1998年（平成10年）8月に断念した[324]関係で1998年（平成10年）9月27日に閉店して撤退した[321]。
ダイエーの再開発事業参画断念後に複数のスーパーが当地区への出店を希望したが、その中からジャスコ(現在のイオン)が日本たばこ産業によって選ばれ[324]、2002年（平成14年）9月30日に商業・ビジネス複合施設「品川シーサイドフォレスト」の第1期が竣工して同年10月17日にイオン品川シーサイドショッピングセンターが開業した[325]。
- 大崎店 → グルメシティ大崎店（旧:忠実屋、1987年（昭和62年）2月[326] - 2010年（平成22年）10月31日[広報 5]） 品川区大崎1-6-45号館
閉店時の直営店舗面積約3,669m2[広報 5]
忠実屋の子会社「ザ・プレイス」が運営する高級スーパー「ザ・プレイス」として開業[326]。その後、経営悪化のため忠実屋となった後、ダイエーとグルメシティになった。
跡地の一角には2011年（平成23年）5月18日に「ライフ大崎ニューシティ店」（店舗面積約1,303m2）が開店[327]。
- 品川八潮店 → グルメシティ品川八潮店（1983年（昭和58年）8月25日[328][329] - 2014年（平成26年）1月31日[広報 6]） 品川区八潮5-5-3[328]SC名称:八潮ショッピングセンターパトリア[328]
敷地面積約9,214m2[328]、鉄筋コンクリート造地上3階建て[328]、延べ床面積約10,838m2[328]、店舗面積約6,152m2[328]（直営約店舗面積約4,202m2[328] → 閉店時約3,997m2[広報 6]）、駐車台数約70台[328]。

#### 新宿区
- 四ッ谷セイフー → セイフー四ッ谷店 → グルメシティ四ッ谷店×（1970年（昭和45年）10月14日[330] - 2011年（平成23年）5月29日） 新宿区愛住町5[192]
店舗面積約660m2[331]。
青楓ストアーがレジャー施設「レジャースター」として開業した[330]。

#### 墨田区
- 吾嬬店（旧:一徳→トウキョウダイエー、1964年（昭和39年）3月10日[305][78][81] - 1985年（昭和60年）9月1日[332]） 墨田区京島3-20-16[7]
店舗面積約1,176m2[7]
橘銀座通りに出店していたにあったダイエーの東京初進出店舗のひとつ<で、開店時は1階が食品売り場と食堂、2階が日用雑貨売り場、3階が衣料品売り場の総合スーパーだった[305]。
一徳スーパー吾嬬店は1963年（昭和38年）6月5日に開店した[333]衣料品と食料品を扱う総合スーパーだった[83]。
1985年（昭和60年）9月に「セイフー」に移管[334]。
- 丸興京島店 墨田区京島3-52-5[212]
店舗面積約231m2[212]。
- 丸興デンキランド京島店（1980年（昭和55年）4月[213]）
店舗面積約234m2[213]。
- セイフー京島店 → グルメシティ京島店（1964年（昭和39年）3月[335] - 2015（平成27年）2月22日[広報 14]） 墨田区京島3-20-16[336] 吾嬬ビル[336]
延べ床面積約1,678m2[335]、店舗面積1,190m2[335]（閉店時の直営店舗面積約718m2[広報 14]）。
- セイフー玉の井店 → グルメシティ東向島店（旧:セイフー、? - 2013年（平成25年）6月23日[広報 6]） 墨田区墨田3-6-14[337]
店舗面積約674m2[337] → 閉店時の直営店舗面積約532m2[広報 6]。

#### 世田谷区

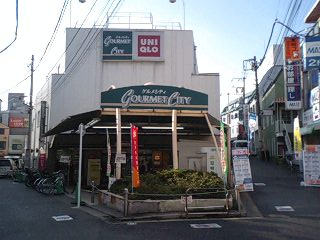
グルメシティ下北沢店

- グルメシティ下北沢店下北沢店 → グルメシティ下北沢店×（旧:忠実屋、1971年（昭和46年）3月26日[82] - 2008年（平成20年）1月13日[広報 19]） 世田谷区北沢2-20-17[82] SC名称:月凰ビル
店舗面積3,178m2[97]、延べ床面積約6,110m2[97]。
閉店時の直営店舗面積約5,309m2[広報 19]
「忠実屋名店センター下北沢店」として開業[82]。
忠実屋下北沢店の店舗面積2,651m2[17]。
跡地に建設された[338]ビル内に[339]、「フーディアム下北沢」（店舗面積1,111m2）が[339]、2011年（平成23年）9月1日に開店した[340]。

- セイフー太子堂店 → セイフー三軒茶屋店（1977年（昭和52年）4月[192]29日[要出典] - 2005年（平成17年）10月） 世田谷区太子堂1-14-16[192]
店舗面積約1,631m2[341]。
ライオンズマンション太子堂（延べ床面積約9,686m2）に出店していた[341]。
2005年（平成17年）12月10日からダイエーの新店舗形態である「フーディアム三軒茶屋店」として営業をしている[342]

- セイフー祖師谷店（1963年（昭和38年）[343]7月5日[344] - ?）世田谷区祖師谷4-2-11[192]
延べ床面積約1,094m2[343]、店舗面積651m2[343]、直営店舗面積約551m2[343]。
コーポ富士に出店していた[343]。

- セイフー希望が丘店（旧:シヅオカヤ、1972年（昭和47年）11月[93] - ?） 世田谷区船橋6-26-8号棟（希望ヶ丘団地）[97]
店舗面積751m2[97]、直営店舗面積約711m2[97]。
旧シヅオカヤ希望が丘店（店舗面積731m2）[93]。

#### 中央区
- プランタン銀座（1984年（昭和59年）4月27日[345][346] - 2002年（平成14年）6月14日グループ離脱[347]） 中央区銀座3-2-1[345] 読売銀座ビル[348]
地下4階地上7階建て[345]、売場面積約19,518m2[345]
日本で4番目のプランタンとして開業。プランタンで唯一のドル箱店舗だった。
ダイエーの経営悪化に伴い、富士銀行グループの協力を得てMBO（経営者企業買収）方式で2001年（平成13年）9月末日付で株式を売却する方向で進めていた[349]が、土地・建物を所有していた読売新聞社が事前の相談なく株式を譲渡を決めたことを契約違反としてその計画に反対したため、読売新聞東京本社に株式を売却[350]。
読売側がダイエーとの株式譲渡の基本合意に達したのと同日に百貨店の三越へ取得額と同額で30%を譲渡することで基本合意したため、三越(出資比率30%)と読売新聞東京本社(出資比率70%)が運営を行うことになった[351]。
親会社になった読売新聞側が店舗の賃料を5億円増額して年間20億円とした上、三越側も経営指導料として売上高の約0.5%を採るようになると共に、三越の取引先との取引を余儀なくされるなどしたため、業績は低迷することになった[352]。
- ワーナー・ブラザース・スタジオ・ストア銀座店[353] → 銀座佰日店 → カテゴリーバリューセンター銀座店（2001年（平成13年）11月10日[354] - 2002年（平成14年）2月17日[355]、2002年（平成14年）3月1日[355] - 2002年（平成14年）9月[355]16日） 中央区銀座3-5-3
1997年（平成9年）にダイエーがカネボウグループから「銀座カネボウビル」を取得して「ワーナー・ビル」と名称を変更し、外装を含めて改装して地下1階〜地上3階の売場面積約300坪にワーナー・ブラザースとの合弁でキャラクターグッズ専門店「ワーナー・ブラザース・スタジオ・ストア銀座店」を開業した[353]。
「ダイエー銀座ビル」と名称を変更して、100日間限定営業のダイエーブランドのアンテナショップとして2001年（平成13年）11月10日銀座佰日店が開業した[354]。
その後に、高木ダイエー社長時代のダイエー改革の方針に掲げられた「カテゴリーバリューセンター（CVC）」店舗の実験・PR目的を目的とした「カテゴリーバリューセンター銀座店」に改装された[355]。
「ダイエー銀座ビル」は2002年（平成14年）にシャネルの日本法人に売却され「シャネル銀座ビル」に改称[355]、現在同建物には同日本法人の旗艦店である「シャネル銀座」が入居している。[要出典]

#### 練馬区
- セイフー下石神井店×[要出典]（1976年（昭和51年）6月[192]18日 - ?） 練馬区下石神井3-1-2[192]
延べ床面積約1,789m2[97]、店舗面積約1,2432[192]。

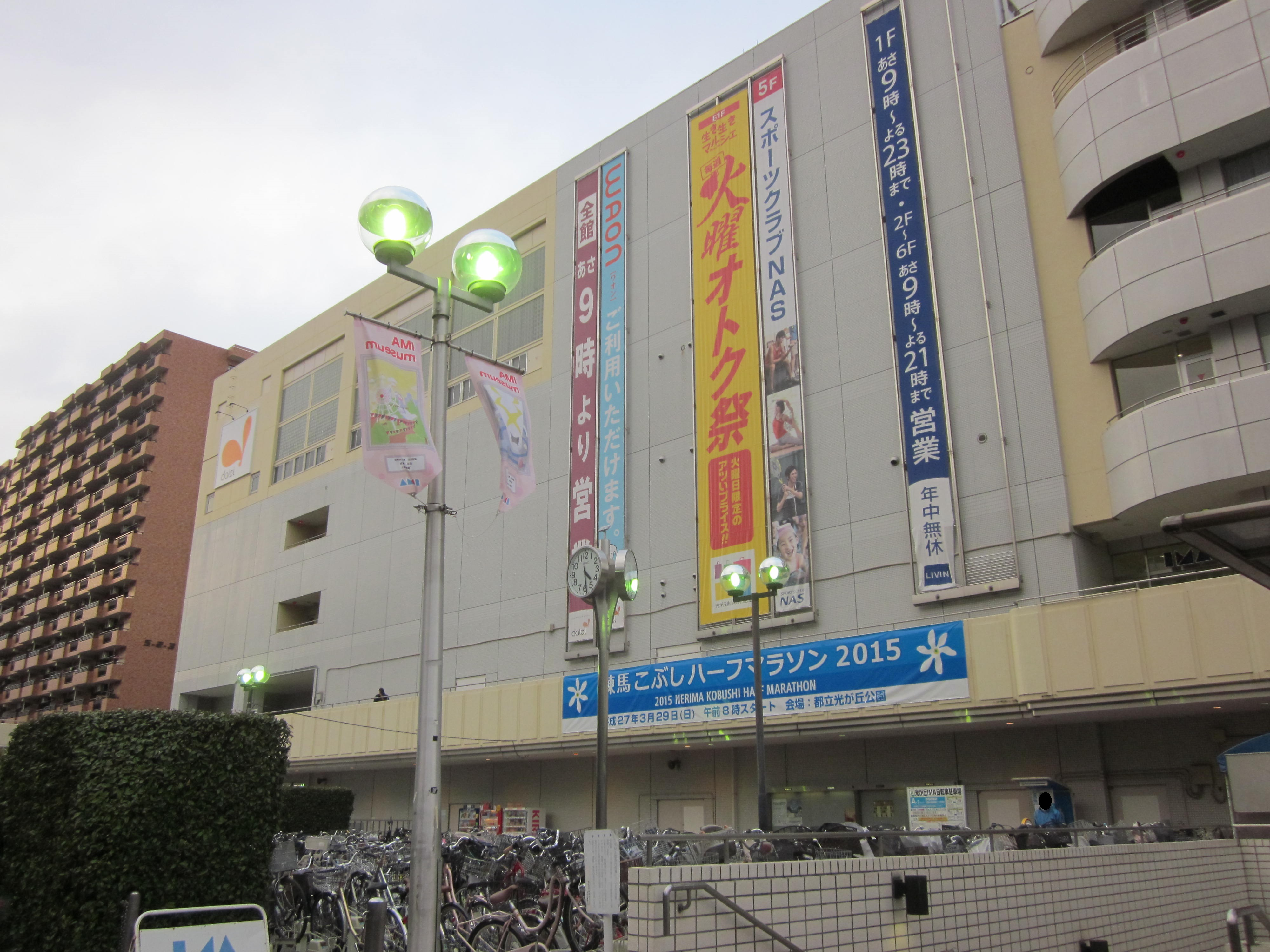
ダイエー練馬店

- ダイエー練馬店練馬店（1987年（昭和62年）4月[24]24日 - 2016年（平成28年）2月29日） 練馬区光が丘5-1-1[24] SC名称:光が丘IMA[24]
店舗面積38,700m2[24]、延べ床面積約126,000m2[24]。直営店舗面積8,383m2[24]。
2016年（平成28年）3月1日に本州の総合スーパー29店舗が「イオンリテールストア」に承継されて[106]、運営がイオンリテールへ移行し、イオン練馬店となった。
- セイフー江古田店 → グルメシティ江古田店（1963年（昭和38年）9月開店[192] - 2015（平成27年）2月22日[広報 14]） 練馬区栄町34[97][16]
店舗面積約725m2[356] → 約1,232m2[97] → 閉店時の直営店舗面積約1,081m2[広報 14]
- グルメシティ練馬平和台店（旧:シヅオカヤ→セイフー→グルメシティ関東、1974年（昭和49年）1月[356] - 2016年（平成28年）1月24日） 練馬区平和台4-19-10[357] SC名称:三晴ビル[357]
シヅオカヤ練馬平和台店の店舗面積約961m2[93]
延べ床面積約8,748m2[357]、店舗面積1,022m2[357]、直営店舗面積約765m2[357]。

#### 港区
- NOW芝公園店（1986年（昭和61年）5月29日[358] - 2006年（平成18年）6月30日[102]） 港区芝公園2-4−1
延べ床面積約102,313m2[97]、店舗面積約3,406m2[97]。
ダイエー東京本社（浜松町オフィスセンター）が入居する芝パークビル（「軍艦ビル」こと旧・秀和芝パークビル）に存在していた[97]。
- ダイエーナウ・メディア館芝公園店（1996年（平成8年）9月30日[359] - ）
店舗面積約1,224m2[360]
ダイエー本社1階の旧「オフ・プライス・ショップ」を全面改装して開店した[361]。
- NOW南青山店（1987年（昭和62年）9月10日[362] - ?） 港区南青山7丁目[362]
2階建て・延べ床面積約215m2[362]。
都心部の住宅とオフィスの混在する地区に出店した小型店で、1階が食品を中心とした自社開発商品の売り場で、2階がカタログ販売やサービスカウンターのOMCプラザなどとなっていた[362]。

#### 目黒区
- 中目黒店（旧:一徳→トウキョウダイエー、1964年（昭和39年）3月18日[78][81] - 1984年（昭和59年）10月[363][広報 20]） 目黒区上目黒1-26-9[7]
店舗面積534m2[7]。
ダイエーの東京初進出店舗のひとつ[81]。
- 碑文谷店（1975年（昭和50年）4月1日[364] - 2016年（平成28年）5月5日　[365]） 目黒区碑文谷4-1-1[24] SC名称:トーヨーショッピングセンター[24]
延べ床面積約27,923m2[24]、店舗面積14,514m2[24]（直営店舗面積14,009m2[24]）、駐車台数約500台[200]。
最盛期には約200億円を超える売上高を上げていたが、2013年（平成25年）には売上が約半分に落ち込んだ[366]。
運営をイオンリテールに移管し、2016年（平成28年）5月5日に営業を終了し、同年12月18日に「イオンスタイル碑文谷」が開業した[365]。

### 23区以外
- 羽村店 → トポス羽村店[98]（旧:忠実屋、1980年（昭和55年）4月[93]1日 - 1998年（平成10年）11月30日[要出典]） 羽村市[98]
店舗面積6,433m2[98]。
忠実屋羽村店の店舗面積6,214m2[17]。

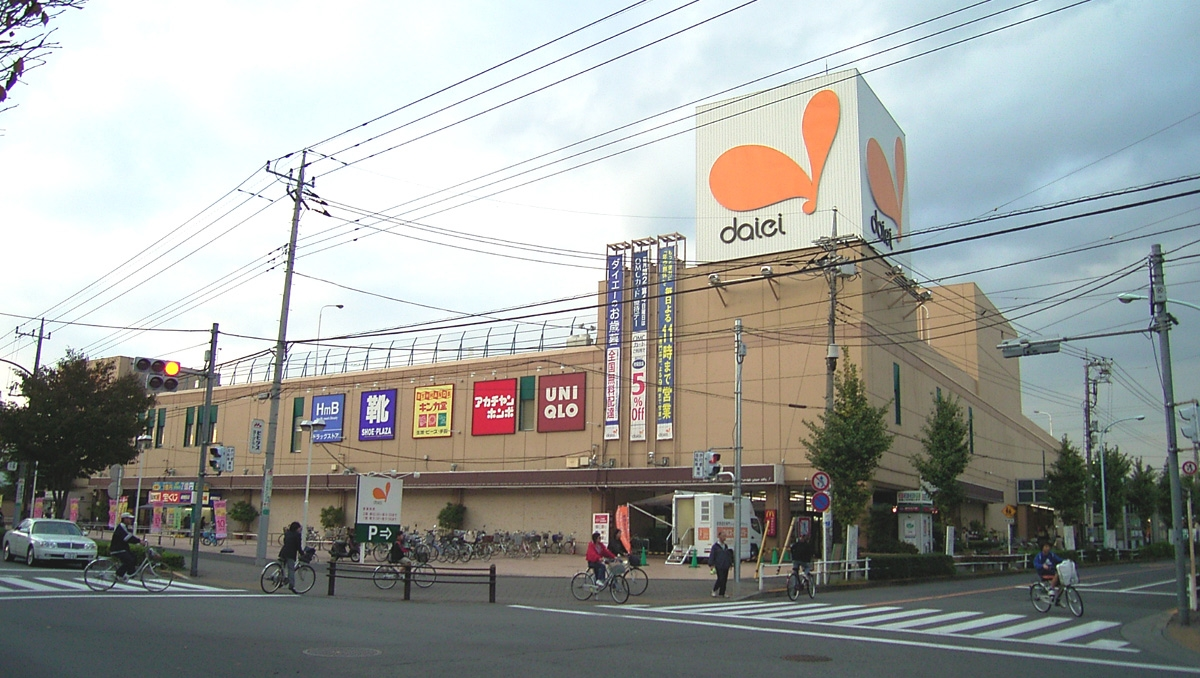
東大和店

- 東大和店東大和店（旧:忠実屋、1975年（昭和50年）7月[93]15日 - 2012年（平成24年）5月6日[広報 21]） 東大和市立野3-1344-1[16] 中央ビル[97]
店舗面積10,523m2[97]、延べ床面積約16,414m2[97]。
閉店時の直営店舗面積4,264m2[広報 21]。
忠実屋東大和店の店舗面積7,004m2[17]。
跡地にはヤオコーが[367]2013年（平成25年）6月26日に「東大和店」を開店した[368]。

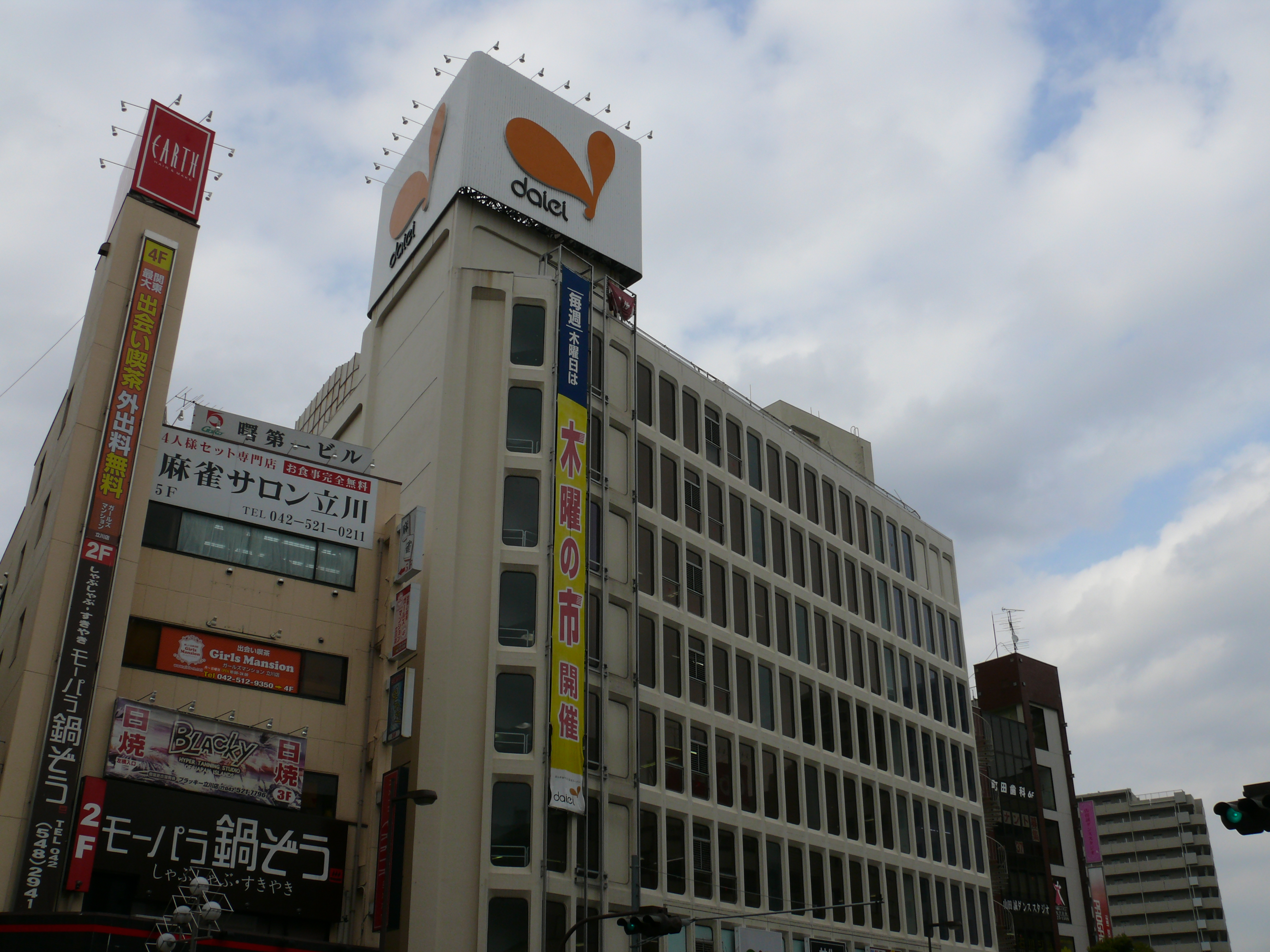
立川店

- 立川店立川店（1970年（昭和45年）11月3日[369] - 2014年（平成26年）2月28日[370]） 立川市曙町2-18-18[7] SC名称:万田ビル（旧:立川ショッパーズプラザ）
敷地面積約2,177m2[309]、鉄筋コンクリート造地下1階地上9階建て[309]、延べ床面積約17,704m2[309]、店舗面積約12,548m2[309]（トポス立川店の店舗面積10,620m2[98]、駐車台数約60台[200]。閉店時の直営店舗面積約5,504m2[広報 6]。）。
1989年（平成元年）4月にトポスに業態転換[371]。
立川駅北口近くに出店していた店舗で最盛期の1990年（平成2年）度に売上高は105億円を上げたが、周辺に大型再開発が進んだことなどの影響を受けて業績が低迷し、閉店となった[370]。
店舗跡のビルの地下1階から地上5階に2016年（平成28年）2月5日に大型ディスカウント店の「MEGAドン・キホーテ立川店」が開店した[372][373]。
「MEGAドン・キホーテ立川店」は店舗面積約10,620m2で[373]直営店舗面積は約6,393m2[374]。開業時には100円ショップなどの15店舗も入居した[373]。
- 南大沢店（旧:忠実屋、1992年（平成4年）6月7日[375] - 1995年（平成7年）[376]2月28日） 八王子市南大沢2-52[375]（ガレリア・ユギ）
店舗面積6,436m2[93]。
忠実屋の高級ブランド「フランツ」として開業。同年に閉店した隣の柚木そごう跡と1998年（平成10年）に合体してひとつの建物となり、1998年2月27日にイトーヨーカドー南大沢店が開業[377]。
- 楢原店（旧:忠実屋、1982年（昭和57年）12月11日 - 2010年（平成22年）1月31日[広報 22]） 八王子市楢原町1463-1[158] SC名称:不二ハウスビル[158]
店舗面積8,815m2[158]（直営店舗面積約6,829m2[158]）、延べ床面積約16,572m2[158]。閉店時の直営店舗面積約4,770m2[広報 22]
不二ハウス工業の所有するビルに出店していた[158]。
- 北野店（旧:忠実屋、1988年（昭和63年）11月10日[378] - 2005年（平成17年）[102]10月31日） 八王子市[378]北野町545−3
店舗面積5,114m2[93]。
京王線北野駅前きたのタウンビル1階〜3階に出店[378]。
店舗跡は2007年（平成19年）4月25日にサミット衣料館 コルモピア[379]、スーパーアルプス、ダイソーなどが入居するコピオ北野が開店した[379]。
- グルメシティ叶谷店（旧:忠実屋[92]、1975年（昭和50年）10月[92] - 2014年（平成26年）1月31日[広報 6]） 八王子市叶谷町876-3[92][158]SC名称:石森ビル[92][158]
店舗面積1,490m2[158]。閉店時の直営店舗面積約1,207m2[広報 6]。
忠実屋叶谷店の店舗面積1,472m2[17]。

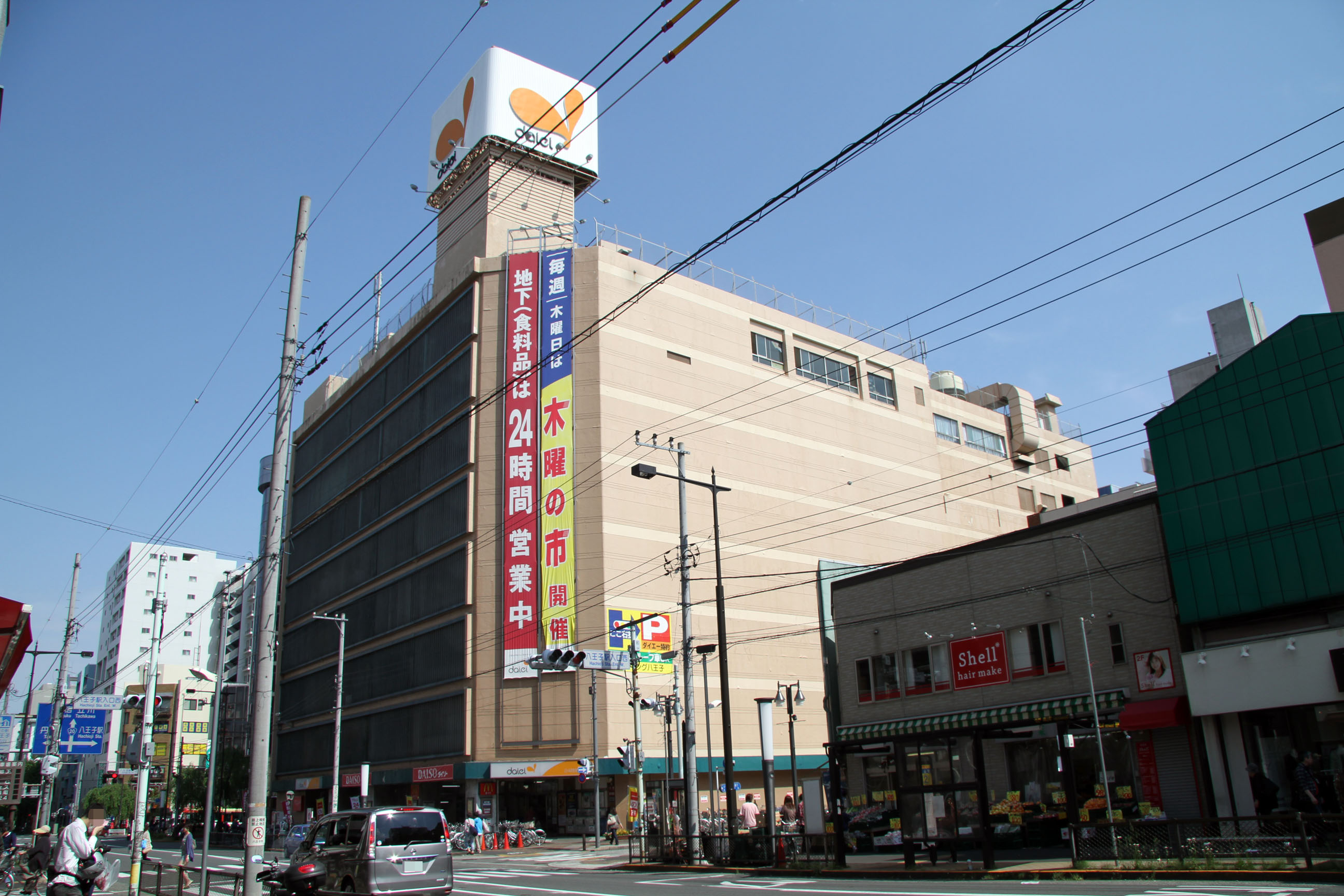
八王子店

- 八王子店八王子店×（1970年（昭和45年）11月13日[369][378] - 2015年（平成27年）2月15日[広報 14][380]） 八王子市横山町4-8[309][380]、SC名称:同名（旧:八王子ショッパーズプラザ）
敷地面積約2,797m2[309]、鉄筋コンクリート造地下1階地上9階建て[309]、延べ床面積約22,116m2[309]、店舗面積約15,887m2[309]。閉店時の直営店舗面積約5,811m2[広報 14]。
JR八王子駅の北側を通る甲州街道に面した鉄骨鉄筋コンクリート造で地下2階・地上9階建て延べ21,461m2の建物で出店していた[380]。（『八王子事典』では、鉄筋コンクリート造で地下1階・地上8階建て[378]）
建物の竣工から44年が経過し、閉店後は建物の解体や土地・建物の売却を検討するとされており、新設されるビルへの再出店も目指している[380]。
店舗跡は東京建物が解体工事を発注し、2016年7月までに建物を解体[381]。同社と日本土地建物が鉄筋コンクリート造・地上17階建ての店舗付きマンション「Brillia八王子（仮称、延べ床面積約22,807m2）」を建設することになった[381]。

- セイフー館ヶ丘団地店 →　グルメシティ館ヶ丘団地店（1975年（昭和50年）3月[192]‐ 2016年（平成28年）8月28日）[要出典]八王子市館町1097-2-8-1[382]
店舗面積約730m2[383]

- 原町田店（1969年（昭和44年）6月20日[384][385] -トポス町田店 1983年（昭和58年）10月22日業態転換[386] - メディアバレー町田店1996年（平成8年）11月29日業態転換[387]） 町田市原町田3-2-8[7] SC名称:タストンビル[388][注釈 1]
店舗面積約7,140m2（開業時）[384] → 9,329m2（トポス町田店）[98]、駐車台数約50台[200]。
ダイエーが首都圏に進出する際に銘打った首都圏レインボー作戦の第1号店として開業[389]。大型店舗を首都圏で構えるのはこれが初となった。開業時には、約1kmの来店者の行列が出来た[385]。
開業時には飛行塔などのある屋上遊園地が開設されていた[390]。
開業時点では売場は地下1階〜地上5階で、1階に子会社のレストラン・キャプテンクックの1号店が出店した[391]。その後、1996年（平成8年）10月時点では売場は地下1階〜地上5階で店舗面積約9,329m2[392]。なお、当店の敷地にはダイエーが開発し、日本初のハンバーガーチェーンであるドムドムハンバーガーの1号店が出店していた。[要出典]
1983年（昭和58年）10月22日にトポス町田店へ業態転換した[386]。
地下1階のみを食品スーパーのダイエー（後にグルメシティ）町田店として存続し、1996年（平成8年）11月29日に地上1階から5階までをによるPCショップ「メディアバレー町田店」として新装開店した[387]。しかし、日本最大級の情報関連機器専門大店として開業当初は注目されたものの直ぐに類似の業態の店舗の出店が相次いで競争が激化したため開業直後の1997年（平成9年）がピークとなって赤字に転落し[393]、2000年（平成12年）2月末にメディアバレーを閉店した[393]。2000年（平成12年）4月28日にメディアバレー町田店跡に[394]100円ショップ「ザ・ダイソー百円館ギガ町田店」が入居した[395]。

- グルメシティ町田店×（1996年（平成8年）10月16日[392] - 2013年（平成25年）3月31日[広報 6][396]） 町田市原町田3-2-8 SC名称:タストンビル[388][注釈 2]
閉店時の直営店舗面積約2,208m2[広報 6]。
上記のトポス町田店がメディアバレーに業態転換後は食料品のみの取扱となり存続していた。建物の老朽化による建替工事により閉店。ダイエー町田店（店舗面積約1,290m2）として、2016年（平成28年）7月21日に再出店[397][広報 23]。
- 十字屋クロスティ町田店（1950年（昭和25年）12月[92] - 2005年（平成17年）10月31日） 町田市原町田6-10-7[201] SC名称:十字屋町田支店岡ビル[201]
店舗面積2,110m2[201]、延べ床面積約4,017m2[201]。直営店舗面積約1,727m2[201]。

- 忠実屋稲城店 → ダイエー稲城店 →グルメシティ稲城店 （1977年（昭和52年）5月[398] - 2024年（令和6年）6月30日[399]）稲城市東長沼514-3[398]
地上2階建、店舗面積1,3972[399]。
元・忠実屋の店舗として開業。徒歩圏内には2019年（令和元年）12月に開業したイオンタウン稲城長沼内に出店したピーコックストア稲城長沼店、および2021年（令和3年）7月に近隣の南武線高架下に同じダイエー運営の「イオンフードスタイル稲城長沼店」が開業しており、イオングループの食品スーパー同士の競合が数年間続いていた[399]。

## 神奈川県

### 横浜市
- 鶴見店 → トポス鶴見店[400]×（1971年（昭和46年）4月13日[401] - 1986年（昭和61年）9月[400] - 2008年（平成20年）4月30日[広報 7]） 横浜市鶴見区鶴見町729[7] SC名称:鶴見ショッパーズプラザ[119]（旧SC名も同名を使用）
神奈川進出1号店。ダイエーとサンコーストアが共同で出店した1号店で[119]、開業当初はサンコーが2階と3階に衣料品テナントとして出店していた[402]。1986年（昭和61年）にトポスに転換された[403]。
店舗面積4,238m2[400]。閉店時の直営店舗面積約2,534m2[広報 7]
JR鶴見駅西側にあった[404]。
跡地はナイスが取得し、鶴見駅東口再開発で建設されるタワーマンションのモデルルームとなった[404]。
- Dマート阿久和店 → 阿久和店×[405]（1993年（平成5年）4月27日[406] - 2013年（平成25年）2月28日[広報 21]） 横浜市瀬谷区阿久和町2490-1[406]　（現横浜市瀬谷区阿久和南4-3-10）
県下12号店[406]、Dマート業態としては9号店となる店舗[406]。いずみ野駅から北へ1.5km[406]。
店舗面積8,284m2[98]。閉店時の直営店舗面積8,803m2[広報 21]。
2013年（平成25年）10月から解体工事が行われ、跡地に生活協同組合ユーコープ配送センターを建設[405]。
- 野毛店 → トポス野毛店[158]（1983年（昭和58年）11月18日[407] - 1988年（昭和63年）11月12日業態転換 - 2007年（平成19年）1月7日） 横浜市中区野毛町3-160-4[92] SC名称:ちぇるる野毛[92]
敷地面積約3,824m2[407]、鉄筋コンクリート造地下1階地上9階建て塔屋1階[407]、延べ床面積約18,106m2[407]、店舗面積4,988m2[407]（直営店舗面積3,706m2[407]）。
1988年（昭和63年）11月にトポスに業態転換[371]。
同店跡に「食品館あおば」[24]。

- 上大岡店（旧:サンコー[408]、1971年（昭和46年）9月9日開店[409] - 1998年（平成10年）7月31日） 横浜市港南区上大岡西2-1-12[7] SC名称:上大岡ショッパーズプラザ[82]（旧SC名も同名を使用）
敷地面積約4,143m2[409]、鉄筋コンクリート造地下1階地上5階建て[409]、延べ床面積約13,708m2[409]、店舗面積約9,995m2[409]（直営店舗面積約7,206m2[98]）。
サンコーが、「上大岡ショッピングワールド」として開業した[330]。
1974年（昭和49年）に近隣に「イトーヨーカ堂」が開店し、激しい値下げ競争を繰り広げた[410]。

- 金沢八景プランタン（1991年（平成3年）9月27日[411] - 1994年（平成6年）10月直営化[412]） 横浜市金沢区泥亀1-27-1 SC名称:金沢八景ショッピングセンター
子会社の「ショッパーズプランタン横浜」が運営していた[411]。
子会社整理により金沢八景店(店番号0613)となり直営化された(直営店後については後述)[412]。
店舗面積23,213m2[97]、延べ床面積約58,634m2[97]。
- 戸塚店×（1972年（昭和47年）3月25日開店[413] - 2016年（平成28年）3月5日[414]） 横浜市戸塚区吉田町884[415]SC名称:戸塚ショッパーズプラザ[415]
敷地面積約42,959.530m2[413]、鉄筋コンクリート造一部鉄骨造・地下1階地上3階塔屋1階建て[413]、延べ床面積約34,779.878m2[413]、店舗面積約19,736m2[415]、駐車台数約700台[413]。
正面エントランスには、光の樹のオブジェと噴水のある3階まで吹き抜けのある憩いの場が設置されていた[413]。
1970年（昭和47年）5月26日にボウリング場が開設された[413]。
戸塚宿の江戸方見付の跡地が敷地の一角に所在している[416]。
2016年（平成28年）3月1日に本州の総合スーパー29店舗が「イオンリテールストア」に承継されて[106]、運営をイオンリテールに承継し[414]、同年3月6日にイオン戸塚店として新装開店[414]。2018年1月31日を以て一時休業し、[要出典]建て替えを経て2020年（令和2年）3月13日にイオンスタイル戸塚として再開業した[417]。
- 東戸塚店（1999年（平成11年）10月7日開店[418] - 2016年（平成28年）3月[414]） 横浜市戸塚区品濃町537-1[24] （現横浜市戸塚区品濃町535-1）SC名称:オーロラシティ[24]
店舗面積16,150m2[24]、
オーロラシティは、店舗面積59,000m2[24]、延べ床面積約94,939m2[24]。
JR東戸塚駅前のオーロラシティに西武百貨店共に核店舗として出店した[418]。
2016年（平成28年）3月1日に本州の総合スーパー29店舗が「イオンリテールストア」に承継されて[106]、運営をイオンリテールに承継し[414]、同年3月にイオン東戸塚店として新装開店[414]。同年9月24日にイオンスタイル東戸塚として新装開店[414]。
- グルメシティ本郷台店（旧:シヅオカヤ→セイフー→グルメシティ関東、? - 2016年（平成28年）2月21日） 横浜市栄区本郷台2-31-26
シヅオカヤの営業店舗として開店し、シヅオカヤがセイフーと合併したことでセイフー本郷台店、ブランド統一でグルメシティ関東運営のグルメシティ本郷台店となった。グルメシティ関東のダイエー吸収によりダイエー直営店となった後、2016年2月21日に閉店。その後、業態転換という形で2016年4月23日に子会社のビッグ・エーがビッグ・エー横浜本郷台店を開店させた[広報 18]

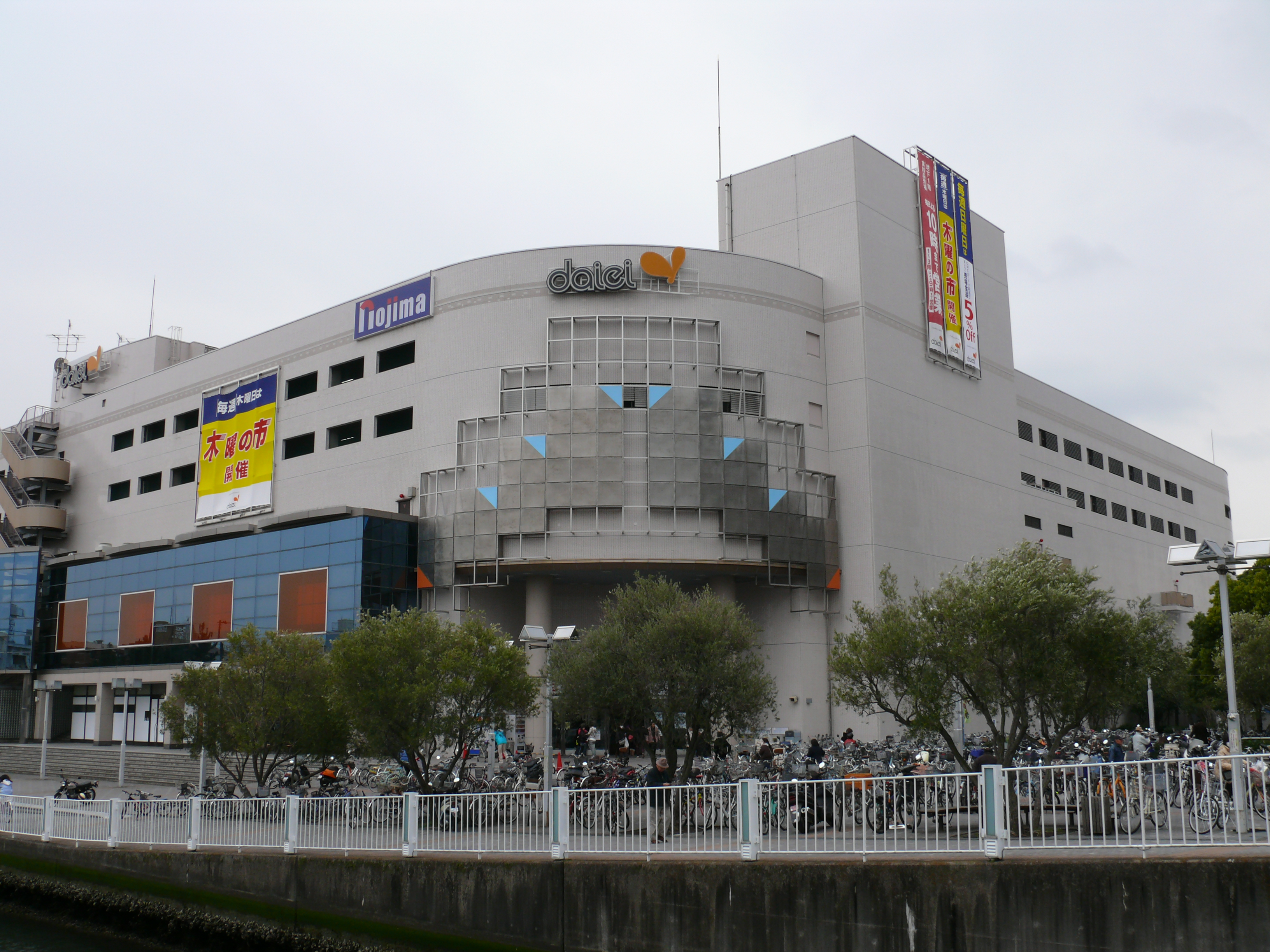
金沢八景店

- 金沢八景店金沢八景プランタン → 金沢八景店（旧：ショッパーズプランタン横浜、1991年（平成3年）9月27日[411] - 1994年（平成6年）10月直営化[412] - 2016年（平成28年）3月1日:運営をイオンリテールに移管[414]） 横浜市金沢区泥亀1-27-1[24] SC名称:金沢八景ショッピングセンター
延べ床面積約58,634m2[24]、店舗面積23,213m2[24]、直営店舗面積17,207m2[24]。
2016年（平成28年）3月1日に本州の総合スーパー29店舗が「イオンリテールストア」に承継されて[106]、運営をイオンリテールに移管し[414]、同年3月にイオンとして新装開店[414]。
- 横浜西口店× (1972年 (昭和47年) 4月5日[419] - 2019年 (平成31年) 2月11日)　横浜市西区南幸2-16-1
首都圏レインボー作戦の一環として、サンコーの店舗を改築する形で開業した[420]。
閉店後は権田金属工業と都市再生機構 (UR) の共同事業により、住居部分も含めて9階建て商業棟と8階建て賃貸住宅が建てられ、商業施設部分にダイエーと同じイオングループのイオンモール株式会社が運営する「CeeU Yokohama（スィーユー ヨコハマ）」が開業[広報 24][広報 25]。ダイエーは同施設の核店舗「イオンフードスタイル横浜西口店」として、2023年（令和5年）10月27日に先行オープンの形で再出店した[広報 24]。
- ハーフアンドトップドリームランド店 → バンドール ドリームランド店×（1985年（昭和60年）7月29日[421]、1970年（昭和45年）11月20日開店[409] - 2001年（平成13年）12月31日[422]） 横浜市戸塚区俣野町700[421]
敷地面積約10,450m2[421]、鉄筋コンクリート造地上2階建て塔屋3階[421]、延べ床面積約10,272m2[421]、店舗面積7,272m2[421]（当社店舗面積3,140m2[421]）、駐車台数約1,600台[421]。
「ドリーム銀座ショッピング街」の核店舗として[421]、レストラン跡に出店していた[423]。
- 十字マート戸塚店（1970年（昭和45年）5月23日[424] - ?）

### 相模原市
- 相模原駅前店×[要出典]（旧:忠実屋[92]、1979年（昭和54年）11月17日[425][426] - 1998年（平成10年）3月31日[要出典]） 相模原市相模原4-3-21[425]（現:相模原市中央区相模原4-3-21） SC名称:石井ビル[92]
敷地面積約3,509m2[425]、鉄筋コンクリート造地下1階地上6階建て塔屋1階[425]、延べ床面積約16,666m2[425]、店舗面積11,065m2[425]（直営店舗面積9,291m2[425]）、駐車台数約600台[425]。
忠実屋が運営する「忠実屋 相模原店」として開業[92]。「石井ビル」に出店していた店舗面積約11,637m2の店舗であった[92]。
忠実屋がダイエーに合併された後も、しばらくは350m程度の至近にある相模原店との2店体制で営業していた。[要出典]跡地は、解体されてマンションになっている。[独自研究?]
- 橋本店（旧:忠実屋[92]、1986年（昭和61年）4月23日[427][428] - 2002年（平成14年）8月31日[429]） 相模原市西橋本5-1-1津久井製材ビル[430]（現相模原市緑区西橋本5-1-1）[要出典]
敷地面積約11,278m2[427]、鉄筋コンクリート造・一部鉄骨造・地下1階・地上5階建て[430]、延べ床面積22,165m2[430]、店舗面積約10,988m2[427]（直営店舗面積約6,800m2[427]）、駐車台数約600台[427]。
2003年（平成15年）5月29日に橋本東急ストアを核店舗とする複合商業施設「ラ・フロール」が開業した[431]。
- セイフー横山店 → グルメシティ横山店（1995年（平成7年）3月24日 - 2010年（平成22年）2月14日[広報 22]） 相模原市中央区横山6-4-1
閉店時の直営店舗面積約1,322m2[広報 22]
- 大沼店 → グルメシティ大沼店（旧:忠実屋[92]、1974年（昭和49年）12月[24]10日 - 2010年（平成22年）1月31日[広報 22]） 相模原市南区若松4-17-17[432] 開成企業ビル[24]
店舗面積1,394m2[24]、延べ床面積約2,208m2[24]。
閉店時の直営店舗面積約1,127m2[広報 22]
忠実屋大沼店の店舗面積約1,384m2[17]。
- グルメシティ鵜野森店（旧:シヅオカヤ[433]→セイフー→グルメシティ関東、1969年（昭和44年）6月1日開店[433] - 2016年（平成28年）3月26日ビッグ・エーへ業態転換[広報 8]） 相模原市南区鵜野森1-29-3[広報 8]（字柏木57[433]）
店舗面積166坪[広報 8]。
- 相模原店×（1977年（昭和52年）11月2日 - 2016年（平成28年）11月30日）[要出典] 相模原市中央区相模原3-9-21[434]
閉店後の店舗は解体され、跡地にマンション「THEパームス相模原パークブライティア」が建設された。ダイエーは同マンションの1階に「イオンフードスタイル相模原店」として2020年（令和4年）5月28日に再出店した[435]。
- 二本松店→グルメシティ二本松店→BIG二本松店（旧:忠実屋、1973年（昭和48年）4月5日 - 2017年（平成29年）3月31日[要出典]）相模原市緑区二本松3-1-20[436]
- プライスセーバー城山店（旧:ナイス→シヅオカヤ、1989年（平成元年） - 2012年（平成24年）1月5日） 相模原市緑区町屋４－８−６
シヅオカヤ系列の「ナイス城山店」として開業し、その後のシヅオカヤと忠実屋の合併に伴って忠実屋系となったが、約75坪というミニスーパーで他店との競合が予想されたため、1994年（平成6年）9月に酒類のディスカウント店「プライスセーバー」に業態転換した[437]。
旧シヅオカヤ城山店（店舗面積257m2）[438]。
- 津久井店 → グルメシティ津久井店×（旧:忠実屋[92]、1978年（昭和53年）11月[92][439]21日 - 2011年（平成23年）5月8日[439][広報 26]） 津久井郡津久井町中野997-1[440]　（現相模原市緑区中野997-1 落合ビル[92][24]
店舗面積1,377m2[441]。
閉店時の直営店舗面積約1,798m2[広報 26]
忠実屋津久井店の店舗面積1,100m2[17]。
津久井地区初のスーパーとして開店したが、建物老朽化による建替工事のために閉店となった[439]。

### 横浜市・相模原市以外
- 南林間店（旧:忠実屋、1972年（昭和47年）6月29日[442] - 1999年（平成11年）1月） 大和市南林間1-11-1[443]
店舗面積約3,629m2の店舗であった[92]。
2008年（平成20年）5月1日現在、スーパー生鮮館TAIGA（スーパー生鮮館TAIGA）。
- 愛川店（旧:忠実屋、1976年（昭和51年）9月[17]15日 - 2000年（平成12年）2月[149]） 愛甲郡愛川町中津3397-1[444]
店舗面積約1,340m2[444]。

- Kou's厚木店（1995年（平成7年）12月2日[445] - 2002年（平成14年）8月28日[446]） 厚木市戸室5-31-1
関東地区初のKou'sとして開店した[447]。開店当時は直営店。
旧子会社である、株式会社ダイエー・ホールセールクラブ・コーポレーションの運営店舗[445]。自動車で50〜60分の50万世帯を対象とした広域の商圏設定をした店舗であった[448]。

- 秦野店×[要出典]（旧:忠実屋、1974年（昭和49年）10月20日[449][450] - ?） 秦野市寿町6-4[449]
店舗面積約8,700m2[450]。
秦野市の中心市街地にあり、先行して出店していた赤札堂（店舗面積約5,300m2、1974年（昭和49年）6月開店）や小田急オーエックス（店舗面積約3,200m2、1972年（昭和47年）5月開店）を大きく上回る規模の地域一番店として出店しており、開業時には秦野市民の消費生活に大きな影響を与えたと言われている[450]。

- 藤沢店（初代） → トポス藤沢店 → 藤沢店（2代）×（1974年（昭和49年）6月22日[451] - 2010年（平成22年）8月22日[452]） 藤沢市藤沢字東横須賀520-2[7] SC名称:相模プラザ第1ビル（旧:藤沢ショッパーズプラザ）
開業5日後に藤沢駅を挟んで「イトーヨーカ堂」が開店し[453]、「藤沢戦争」と呼ばれた激しい値下げ競争を繰り広げた[410]。
1988年（昭和63年）3月にトポスに業態変更し、2006年（平成18年）4月に再びダイエーに戻った[454]。地下1階地上6階で売場面積約10,146m2の店舗であった[455]。
2011年（平成23年）10月8日に同一場所でSSM業態の第1号となった藤沢店（3代）[455][454]。地上2階で売場面積約3,944m2で開店した[455][454]。
- 十字屋藤沢店（1973年（昭和48年）9月28日[456] - 1986年（昭和61年）2月11日[451]） 藤沢市南藤沢22-3
1986年（昭和61年）3月13日にコスタ開店[451]。その核店舗として業態変更し藤沢オーパとなった。
- グルメシティ寒川店（旧:忠実屋、1977年（昭和52年）4月[444]22日 - 2000年（平成12年）1月[149]） 高座郡寒川町中瀬113[444]（現高座郡寒川町中瀬1-24）[要出典]
忠実屋寒川店の店舗面積約1,363m2[444]。
- ハーフアンドトップ平塚海岸店（1980年（昭和55年）8月[457] - 2000年（平成12年）4月[458]）平塚市高浜台30-1[459]
店舗面積約1,920m2[457]、駐車台数約250台[457]。
スクラップアンドビルドで閉店したダイクマ南平塚店跡を借り受け[460]、ハーフアンドトップ1号店として開店した[457]。
2000年（平成12年）4月に営業していた全7店舗を閉鎖し、出向者を除く全従業員を解雇することになった[458]。
- 十字屋クロスティ平塚店[461]（1996年（平成8年）7月[308]） 平塚市紅谷町315[49]
十字屋が1923年（大正12年）に十字屋呉服店として創業した地[308]。跡地はマンションとなっている。[独自研究?]

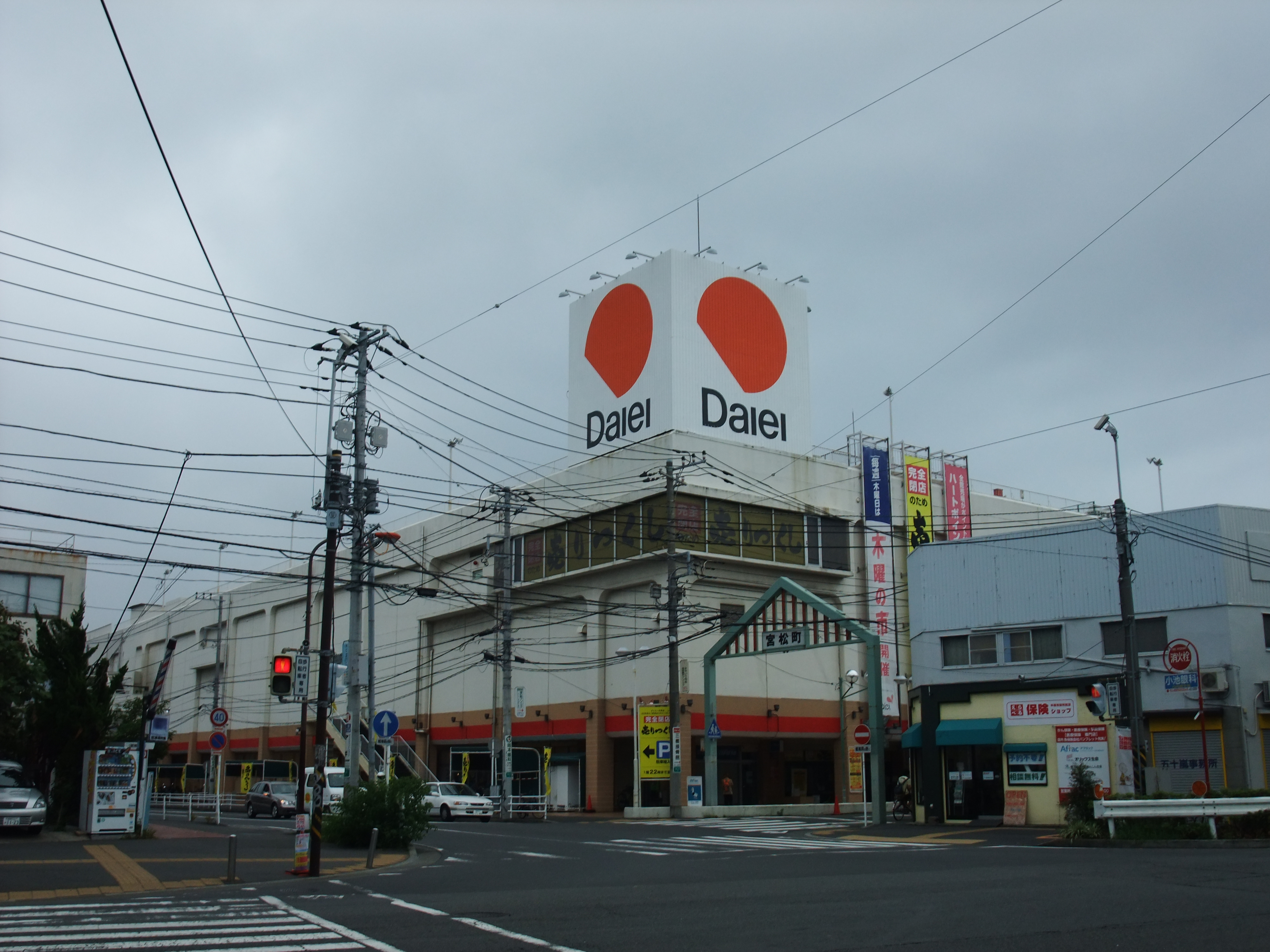
旧ダイエー平塚店（2012年9月16日撮影）

- 旧ダイエー平塚店（2012年9月16日撮影）平塚店×[462]（旧：忠実屋[92]、1977年（昭和52年）11月30日[463] - 2012年（平成24年）9月30日[広報 21][464]平塚市宮松町9-7 平塚宮松ショッビングブラザ[92][24]
鉄筋コンクリート造3階建て・延べ床面積16,400.62m2[465]、売場面積6,935m2[466]。閉店時の直営店舗面積5,640m2[広報 21]。
平塚駅北口の商店街の一角の宮松町にあった地上3階建てで店舗面積約7,147m2の店舗であったが、売上の減少傾向が続いていて回復の見込みがたたないとして閉店となった[464]。
森永乳業工場跡に出店していた[467]。
2013年（平成25年）1月から建物解体工事が行われ[462]、2013年（平成25年）11月26日にヤオコー平塚宮松町店が開業した[468]。
- 鴨宮店 → グルメシティ鴨宮店（旧:忠実屋、1978年（昭和53年）4月12日[469] - 2015年（平成27年）1月25日[広報 14]） 小田原市鴨宮字宝町636-1[470] 岩瀬ビル[要出典]
忠実屋鴨宮店の店舗面積約1,250m2[398]。
閉店時の直営店舗面積約1,646m2[広報 14]
2015年（平成27年）頃から建物解体工事が行われ、2016年（平成28年）7月21日にヤオマサ鴨宮店が開業した[471]。
- 十字屋小田原店（1964年（昭和39年）10月[232] - ?） 小田原市栄町2-8-23[232]
店舗面積1,107m2[232]、延べ床面積約1,569m2[232]。

- 綾瀬店（旧:忠実屋、1980年（昭和55年）3月20日[472] - 2015年（平成27年）5月10日[473]）綾瀬市大上2-1-1[474]
忠実屋綾瀬店の店舗面積8,971m2[474][475]、駐車台数約610台[474]。
跡地には「MEGAドン・キホーテ」が進出することになり[473]、2015年（平成27年）12月12日に長崎屋の運営する「MEGAドン・キホーテ綾瀬店」が1階から3階に店舗面積約8,105m2で開店することになった[476]。
- 伊勢原店（1982年（昭和57年）6月24日開店[477] - 2016年（平成28年）3月9日[414]） 伊勢原市白根630-1[477]
敷地面積9,219m2[477]、地下1階・地上5階建て[477]延べ床面積約21,555m2[478]、店舗面積13,355m2[477]、駐車台数約800台[477]。
2016年（平成28年）3月1日に本州の総合スーパー29店舗が「イオンリテールストア」に承継されて[106]、運営をイオンリテールに承継し[414]、同年3月12日にイオンとして新装開店[414]。
老朽化に伴う建て替えのため、2024年（令和6年）1月31日を以て閉店した[479]。
- 横須賀店（1991年（平成3年）4月25日開店[480] - 2016年（平成28年）3月14日[481]） 横須賀市本町2-1-12[480][482] SC名称:ヨコスカシーウィンドウ[478]
敷地面積約49,334m2[480][482]、鉄筋コンクリート造地上6階建て塔屋付[482]、延べ床面積約124,463m2[482]、店舗面積約23,320m2[480] → 約25,440m2[480]（直営約店舗面積約12,000m2[480] → 約13,000m2[480]）、駐車台数約1,500台[480]。
2016年（平成28年）3月時点では約120店舗のテナントが入居し、映画館やボウリング場なども併設する大型ショッピングセンターであった[481]。
2016年（平成28年）3月1日に本州の総合スーパー29店舗が「イオンリテールストア」に承継されて[106]、運営をイオンリテールに承継し[481]、同年3月17日に「イオン横須賀店」として新装開店[481]。

- 向ヶ丘店 (1971年 (昭和46年) 9月10日[415] - 2020年 (令和2年) 9月30日閉店[483])　川崎市多摩区登戸2789[415][7]
敷地面積約11,575m2[415]、鉄筋コンクリート造地下1階地上3階建て[415]、延べ床面積約17,967m2[415]、店舗面積約11,923m2[415]。
1970年（昭和45年）3月21日に向ケ丘ショッピングワールドとして開店し[484]、ダイエーに営業権を譲渡された[485]。
土地や建物は野村不動産に売却され、再開発が行われた[483]。3階建ての店舗、6階建ての集合住宅が建設され[486]、商業施設部分は「クロス向ヶ丘」として2024年（令和6年）4月5日にオープン予定で[487]、ダイエーは同施設の核店舗として1階に「イオンフードスタイル向ヶ丘店」を再出店する[広報 27]。